# The Beach Boys
The Beach Boys sono un gruppo musicale statunitense formatosi nel 1961 a Hawthorne, nei pressi di Los Angeles.
Considerati una delle band più influenti nella storia della musica, raggiunsero uno straordinario e immediato successo di vendite, diventando in breve tempo un'icona giovanile della loro generazione, contribuendo nella prima metà degli anni '60 a creare nell'immaginario collettivo di tutto il mondo lo stereotipo della California come «terra di sole, mare e divertimento», in qualità di rappresentanti della nascente cultura surf e della musica che le diede voce, la surf music.
Proprio grazie a questo immenso successo, la band è stata spesso considerata un fenomeno di massa di proporzioni globali ed uno degli elementi più rappresentativi della cultura statunitense.
Inizialmente la loro musica, in superficie e solo all'apparenza semplice, mascherava uno stile interpretativo raffinato, che evidenziava composizioni con strutture melodiche sofisticate, costruite su armonie vocali a più voci. Nel giro di pochi anni dagli esordi si allontanarono dal rock and roll di facile presa da classifica, abbandonando quasi in maniera definitiva le sonorità e le tematiche con cui conquistarono inizialmente il loro pubblico, maturando artisticamente in maniera sorprendente nelle produzioni di studio, per diventare a maggior ragione un punto di riferimento con cui misurarsi, secondo i più illustri colleghi e addetti ai lavori.
I Beach Boys sono stati fonte di ispirazione per numerosi artisti, tra i quali i Beatles, i Queen gli ABBA, Elton John, Eric Clapton, Simon & Garfunkel, Billy Joel, Bruce Springsteen, David Bowie e molti altri.
Nel corso della lunghissima e travagliata carriera artistica il gruppo sperimentò, tra contrasti e tensioni interne, una moltitudine di generi musicali differenti, lasciando incompiuti diversi progetti mai pubblicati ufficialmente, o non per intero, nonostante l'abbondante catalogo discografico.
La vetta artistica della carriera fu raggiunta nell'estate del 1966, con la pubblicazione dell'undicesimo album di studio Pet Sounds, considerato da sempre uno dei massimi capolavori della storia della musica. L’album è stato classificato al secondo posto nella classifica dei 500 migliori album di tutti i tempi stilata sia nel 2012 che nel 2020 dalla rivista americana Rolling Stone e al primo posto in quelle stilate nel 1995 da Mojo e Uncut. Sempre nel 1966 viene pubblicato il singolo Good Vibrations, che riscosse un successo così grande da fargli attribuire dalla stampa il titolo di miglior band dell'anno persino in Inghilterra. Il singolo venne inoltre classificato, sempre da Rolling Stone, al primo posto nella lista delle 500 migliori canzoni. Molte delle sperimentazioni e delle tecniche di incisione vennero sperimentate e introdotte dal complesso per merito delle idee visionarie dello storico leader fondatore Brian Wilson che in quel periodo ispirarono diversi artisti (soprattutto i Beatles nella seconda parte della loro carriera) e influenzarono il mondo della musica moderna. Nel 2017, uno studio stilato nel catalogo di AllMusic ha indicato i Beach Boys come la quinta voce più frequentemente citata a livello d'influenza nel suo intero database.
Quella dei Beach Boys è una storia affascinante quanto drammatica fatta non solo di musica e raccontata più volte attraverso film, opere di fiction e letterarie e documentari.

## Storia
La line-up originale della band comprendeva Brian Wilson, i suoi due fratelli minori Dennis Wilson e Carl Wilson, il cugino Mike Love e il compagno di liceo di Brian, Al Jardine. Nel 1964 la futura star del Country Glen Campbell (allora sessionman del gruppo durante i tour e le diverse esibizioni dal vivo) prese il posto del leader Brian Wilson che, a causa di problemi di salute e del fatto che era stato impegnato in un’intensa produzione di studio (12 album usciti nei primi quattro anni), non poteva affrontare i concerti. I membri successivi, come Bruce Johnston, divennero presto componenti e collaboratori del gruppo a tutti gli effetti, contribuendo attivamente alla crescita compositiva della band.
Il gruppo piazzò 36 singoli nella Top 40 statunitense e 56 nella Top 100, raggiungendo per quattro volte la prima posizione. Secondo la rivista Rolling Stone, i Beach Boys sono al 12º posto nella lista dei 100 migliori artisti di tutti i tempi. Secondo Billboard, il magazine che registra i record di vendite musicali per gli Stati Uniti, i Beach Boys sono il gruppo americano che ha venduto più dischi nel mondo.
Diversi tragici eventi portarono il gruppo alla deriva; in particolare, dopo la morte di Dennis Wilson nel 1983, la produzione discografica subì un brusco rallentamento e la scomparsa di Carl Wilson nel 1998 portò alla fine del gruppo.
Gli ex-componenti superstiti per anni ingaggiarono fra loro molte battaglie legali sui diritti d'autore e la proprietà del nome collettivo: si sono successivamente esibiti separatamente in rispettivi tour sotto nomi diversi: The Beach Boys Band (Mike Love e Bruce Johnston) e Endless Summer Band (Al Jardine con i suoi due figli, e le Wilson Phillips). Brian Wilson, l'ultimo dei tre fratelli rimasto in vita, sembrò l'unico ad aver voltato pagina, astenendosi dalle polemiche e intraprendendo una carriera solista. Egli continuò ad incidere dischi a proprio nome, collaborando con molti artisti ed esibendosi in concerti accompagnato dal suo team di collaboratori fidati.

### 1961: Gli inizi

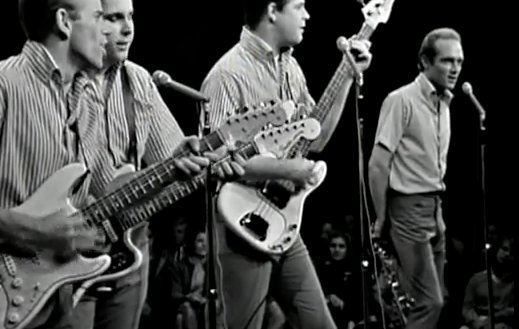
I Beach Boys durante il famoso "Lost concert" (Sacramento, California, 1964)

All'età di 16 anni, Brian Wilson divideva la sua camera da letto con i due fratelli minori Dennis e Carl. Ascoltava il padre Murry suonare il pianoforte e imparava a riconoscere le armonie vocali di gruppi dell'epoca, come i Four Freshmen. Una sera insegnò ai fratelli a cantare una canzone, Ivory Tower, e mostrò loro come cantare le armonie secondarie. Il giorno del suo sedicesimo compleanno, Brian ricevette in regalo un registratore a nastro. Imparò a registrare e a sovraincidere la propria voce e quella di Carl. Più tardi ci suonava il piano e le parti di chitarra che Carl suonava con la Rickenbacker avuta in regalo per Natale.
Dopo aver ascoltato diverse hit rhythm and blues che passavano alla radio, cambiò il suo stile di suonare il pianoforte e cominciò a scrivere canzoni. Non riuscì a completare la sinfonia per piano che avrebbe dovuto consegnare a scuola, ma in compenso realizzò una canzone originale che intitolò Surfin'.
Al Jardine, che aveva già suonato la chitarra per un gruppo folk, si unì a Brian, Mike e Carl poco dopo. All'epoca di quelle registrazioni, solo Dennis Wilson non suonava nessun strumento. Contrariamente a quanto si possa pensare, però, era l'unico dei cinque che praticava regolarmente il surf. Fu proprio Dennis a convincere il fratello Brian a scrivere una canzone che parlasse del suo sport preferito. Mike spronava Brian a farsi avanti, e diede al gruppo il suo primo nome: The Pendletones. Il nome derivava dalle camicie di lana della ditta Pendleton, che erano molto popolari tra i surfisti della California del sud. Solo nel 1963, cominciarono a indossare camicie a strisce bianche e azzurre, classico look da concerto, tenuto fisso fino al 1966.
Grazie alle conoscenze di Al Jardine i ragazzi contattarono i produttori Hite e Dorinda Morgan della Candix Records. Eseguirono una versione di Sloop John B, canzone folk tradizionale americana, ma i Morgan non rimasero convinti. Dennis allora accennò al fatto che da poco stavano scrivendo una canzone, ma che in quel momento non era ancora pronta. Hite Morgan si mostrò disponibile e disse ai Pendletones di richiamarlo quando fosse finita. Brian Wilson riuscì a terminare Surfin' con l'aiuto di Mike, e dopo aver speso i soldi destinati alle emergenze (i coniugi Wilson prima di allontanarsi per il week-end lasciarono dei soldi a Brian) per noleggiare strumenti musicali, provarono per tre giorni consecutivi prima di presentare la loro prima canzone ai Morgan.
Il 3 ottobre 1961, i Pendletones registrarono dodici take di Surfin' (Dennis non fu ancora reputato adatto a suonare la batteria), e una piccola quantità di 45 giri furono stampati. Quando i ragazzi li scartarono, notarono con rabbia e disappunto che il loro nome era stato cambiato in The Beach Boys. Murry Wilson chiamò i Morgan chiedendo spiegazioni, e Hite Morgan gli disse che un promotore dell'etichetta aveva sostituito il nome originale con uno di più facile presa tra i giovani.
Il budget limitato imponeva che le copie non potessero essere ristampate.
Pubblicato quasi per scherzo a metà del novembre 1961, Surfin' fu un successo sulla costa occidentale, e arrivò al 75º posto nella classifica di vendite nazionale. Questo spinse e motivò i futuri Beach Boys a inseguire il cosiddetto Sogno americano che di lì a poco divenne una realtà.

### 1962:Surfin' Safari

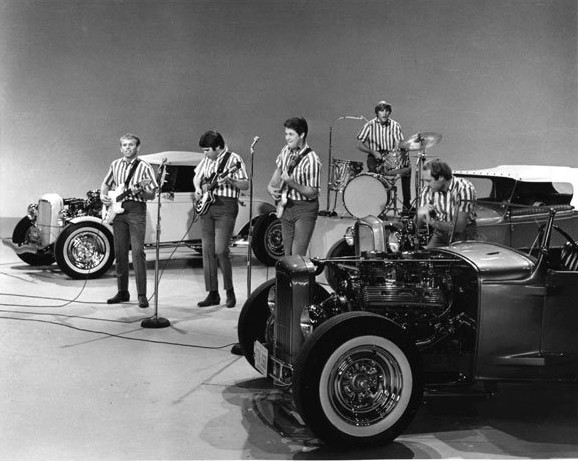
I Beach Boys all'Ed Sullivan Show negli anni sessanta

Murry Wilson, anche se non amava particolarmente Surfin', riuscì a rimediare per il Natale del 1961 la loro prima esibizione dal vivo pagata. Si trattava di un concerto commemorativo alla memoria dello scomparso Ritchie Valens, a Long Beach. Oltre ai futuri Beach Boys tra gli altri sconosciuti esordienti parteciparono star della notorietà di Ike & Tina Turner.
Nel febbraio del 1962, Al Jardine lasciò gli amici per continuare i più sicuri studi al college. Temporaneamente, per circa un anno, il suo posto fu preso da David Marks, vicino di casa dei Wilson e amico di Carl. David aveva solo tredici anni ma sapeva suonare bene la chitarra ritmica. Brian però, quando si accorse che le cose cominciavano a farsi serie, e che la musica poteva veramente essere il suo futuro chiese ad Al di tornare, e nel 1963 Jardine accettò.
Il 13 giugno 1962, a Los Angeles, i Beach Boys registrarono nuove canzoni, tra cui le future hit Surfin' Safari, Surfer Girl e 409. Tuttavia le session terminarono bruscamente perché Murry Wilson continuava a pretendere che il gruppo suonasse anche le sue canzoni, dato che le riteneva decisamente migliori di quelle di Brian e Mike.
Comunque, dopo aver fatto ascoltare i loro demo al manager Nick Venet, i cinque con l'aiuto di Murry riuscirono a fare centro e firmarono un contratto di sette anni con la Capitol Records di Los Angeles. A novembre il loro primo album Surfin' Safari era finito.
Lo stile delle canzoni era pressoché identico, improntato allo stile di vita giovanile californiano.
Surfin' Safari contribuì enormemente allo sviluppo dello status sociale della California e rese celebre lo sport del surf oltre oceano in paesi dove ancora non era conosciuto.

### 1963:Surfin' USA,Surfer GirleLittle Deuce Coupe
Nel gennaio del 1963, tre mesi dopo l'uscita del loro album di esordio, incominciarono a registrare il secondo lavoro di studio, che dava maggiore spazio a brani strumentali. A marzo Surfin' USA e la sua title track, entrambi nelle posizioni alte delle classifiche, diventarono i primi grandi successi del gruppo, spingendolo alla ribalta nazionale. La canzone fu al centro dell'attenzione per la causa intentata da Chuck Berry sull'ipotesi di plagio della sua Sweet Little Sixteen, in quanto accordi e melodie erano in effetti molto simili. Un anno dopo la vicenda si chiuse con un accordo, accreditando a Berry parte dei meriti della canzone.
Cinque giorni prima della pubblicazione di Surfin' USA, Brian Wilson scrisse Surf City insieme con Jan Berry del duo Jan & Dean, e nel luglio seguente la canzone occupava la prima posizione della top charts. In aprile, appena intrapreso il tour promozionale, Brian lasciò la strada per concentrarsi sulla scrittura e le nuove tecniche di registrazione in studio.
In questo periodo prese a collaborare con i membri della Wrecking Crew, musicisti professionisti ingaggiati anche da Phil Spector nelle sue produzioni. A ottobre David Marks fu ufficialmente licenziato a causa di un conflitto con Murry Wilson, e Brian fu nuovamente incluso nei tour.
Surfer Girl a settembre e Little Deuce Coupe a ottobre, significativi passi avanti, furono rispettivamente il secondo e il terzo album del 1963 usciti in meno di un anno.
I singoli Surfer Girl e Be True to your School, con le loro b-side Little Deuce Coupe e In My Room, continuarono il successo commerciale.

### 1964:Shut Down Volume 2,All Summer Long,Beach Boys ConcerteThe Beach Boys Christmas Album
Tornati da un tour in Australia, nei primi mesi del 1964, la band dovette affrontare l'arrivo dei Beatles in America e tutta l'ondata della British Invasion. Sotto pressione della loro casa discografica, come risposta ai gruppi inglesi, i Beach Boys prepararono rapidamente Shut Down Volume 2, nuovo disco di studio contenente altri classici, gli originali Fun, Fun, Fun, The Warmth of the Sun, Don't Worry Baby e la cover Louie, Louie di Richard Berry.

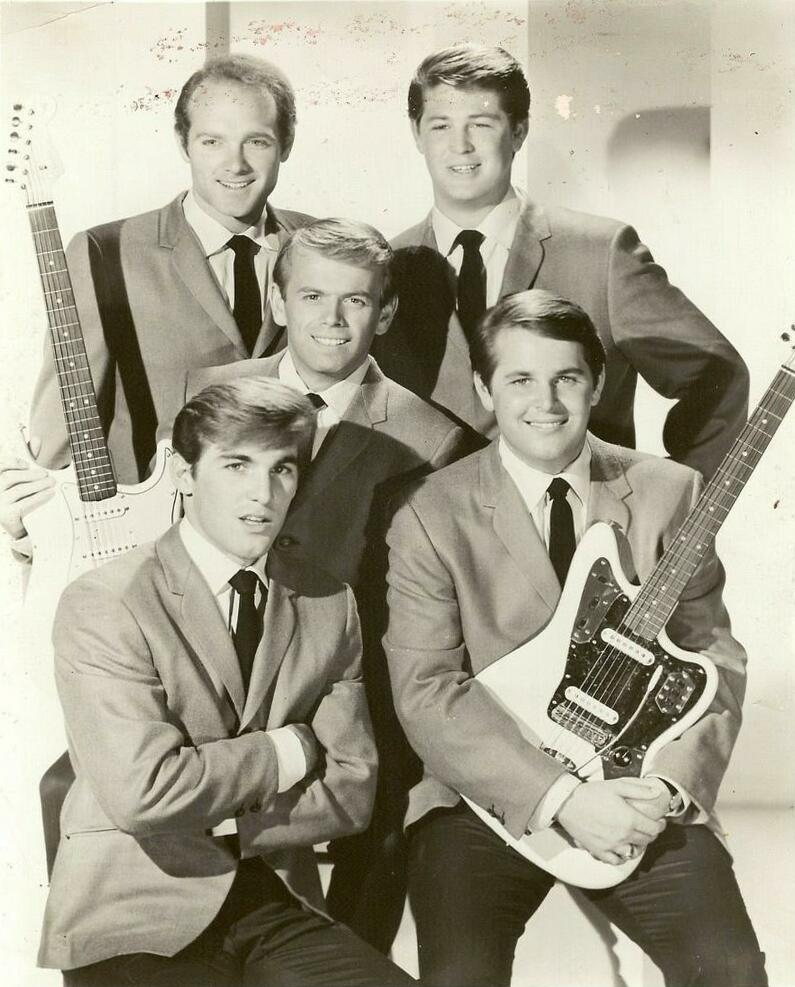
I Beach boys negli anni sessanta

Nell'aprile del 1964 dopo l'ennesima lite, Murry Wilson venne sollevato dal suo incarico di responsabile. A maggio I Get Around si posizionò al numero 1 in classifica anticipando di due mesi l'uscita di All Summer Long, ultimo disco di studio legato alla cultura californiana del genere Surf Rock. Gli album successivi presero un percorso stilistico e una lirica differente. I Get Around, All Summer Long, Wendy e Girls on the Beach entrarono nel lungo repertorio di classici della band.
A ottobre la dimostrazione della loro continua popolarità viene sancita da Beach Boys Concert, album dal vivo registrato al Memorial Auditorium di Sacramento, numero 1 in classifica. Un documento tagliente e anello mancante della loro discografia, che catturò i Beach Boys in un contesto che a breve sarebbe cambiato per sempre. Fu un'uscita tempestiva, in quanto il leader Brian Wilson era in procinto di lasciare la sua posizione nel gruppo dal vivo, apparendo sporadicamente solo in occasioni importanti nel corso dei tre decenni seguenti.
The Beach Boys' Christmas Album a novembre, contenente cinque canzoni originali (tra cui la hit Little Saint Nick) e sette standard  di Natale, si rivelò un grande successo a lungo termine, venduto bene anche durante le successive stagioni natalizie.

### 1965:The Beach Boys Today!,Summer Days (and Summer Nights!!)eBeach Boys' Party!

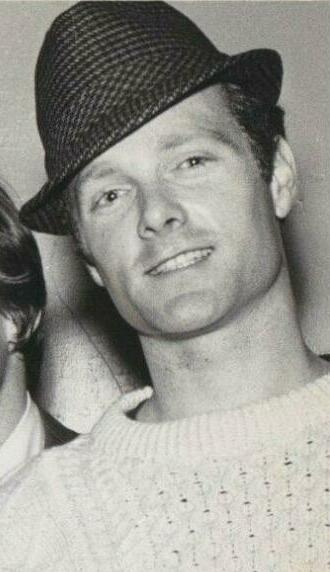
Mike Love nel 1965

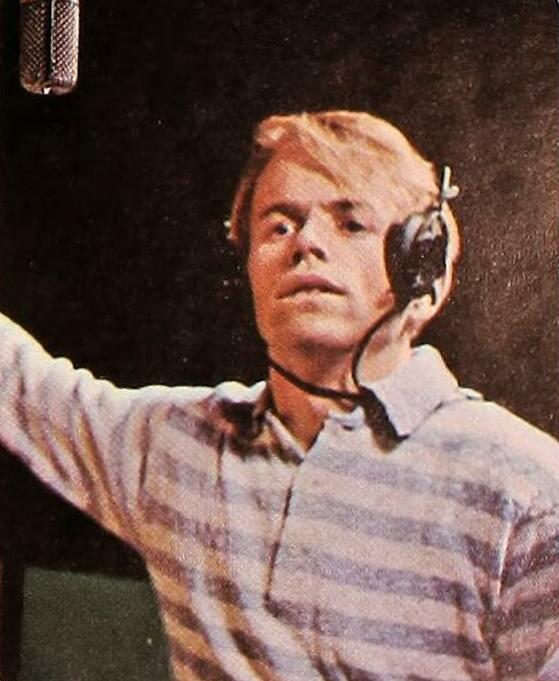
Al Jardine nel 1966

Il 23 dicembre del 1964, mentre era su un aereo, Brian Wilson ebbe un attacco di ansia e quindi lasciò il tour. Nel gennaio seguente fu ufficiale il suo definitivo ritiro dai concerti per concentrarsi interamente sulla composizione e la produzione discografica. Per il resto del 1964, e fino all'aprile del 1965, Glen Campbell lo sostituì dal vivo, fino a quando la propria carriera nel country prese il volo. Bruce Johnston fu assunto per trovare al più presto un sostituto, ma avendo avuto poco tempo a disposizione finì per diventare lui stesso un componente a tempo pieno del team, prima sostituendo Brian Wilson on the road, e poi partecipando in studio alle registrazioni. Esordì alle sessioni vocali di California Girls il 4 giugno 1965.
Il 1965 fu un altro anno abbondante e ricco di sperimentazioni: tre dischi di studio pubblicati in solo otto mesi. A marzo The Beach Boys Today! fu un importante punto di svolta per la band. I Beach Boys andarono oltre i confini dell'ormai collaudato Surf Rock, probabilmente per evitare di vivere nel passato e riposare sugli allori. Il lato compositivo più maturo, i sofisticati arrangiamenti strumentali e l'approccio orchestrale in stile Phil Spector diedero un ottimo risultato innovativo e commerciale, e preannunciarono gli sforzi futuri di Brian Wilson nel comporre Pet Sounds. Il lato A si apriva con una versione sprint di Do You Wanna Dance? di Bobby Freeman, seguita dalle altrettanto spumeggianti When I Grow Up (to Be a Man) e Dance, Dance, Dance, mentre il lato B concedeva splendide ballate introspettive, Please Let Me Wonder, She Knows Me Too Well e la più famosa Kiss Me, Baby.
Uscito a luglio solo quattro mesi dopo Today, Summer Days (And Summer Nights!!) era la dimostrazione che Brian Wilson in quel momento era in piena attività creativa.
Le gloriose armonie vocali di California Girls fecero decollare sia il singolo sia l'album nelle posizioni più alte delle classifiche di Billboard, così come la rilettura di Help Me, Rhonda pubblicata con un nuovo arrangiamento arrivò al primo posto spodestando dal podio Ticket to Ride dei Beatles.
Beach Boys' Party! fu partorito inizialmente con l'idea di confezionare un prodotto fine a sé stesso, adatto a sfruttare commercialmente al meglio la stagione natalizia, in attesa del completamento del nuovo album di studio (Pet Sounds) su cui Brian Wilson stava ancora lavorando. L'album a novembre venne presentato sul mercato discografico come una specie di compilation live acustica che immortalava un'atmosfera di festa in casa Beach Boys (con tanto di risate e voci di contorno non tagliate), alla quale prese parte anche l'amico Dean Torrence (del duo vocale Jan & Dean), anche se in realtà le registrazioni avvennero, seppur in presa diretta, in soli tre giorni, ai Western Studios di Los Angeles, rifinite in ultimo con l'aggiunta di qualche sovraincisione. Molti brani furono registrati, quasi tutte cover di altri artisti, molte delle quali scartate e pubblicate successivamente in svariati bootleg. Devoted to You degli Everly Brothers, il tributo a Phil Spector There's No Other (Like My Baby), The Times They Are a-Changin' di Bob Dylan, alcuni brani dei Beatles e altri pezzi di puro Rock and Roll come Papa-Oom-Mow-Mow dei The Rivingtones fecero di questo divertente LP una godibile insolita pubblicazione di successo sia in patria (n. 6 Stati Uniti) sia in Europa (n. 3 nel Regno Unito e n. 4 in Germania).
Il 20 dicembre del 1965 Barbara Ann, pubblicata a sorpresa dalla Capitol Records su 45 giri, raggiunse la seconda posizione nella Billboard Hot 100, il primo posto in Cash Box e ottenne altri vari record del mondo, restando tuttora uno dei brani di maggior successo di tutta la loro carriera. Proprio in quel periodo usciva Rubber Soul dei Beatles, e Brian ne rimase estasiato: era un album con tutte canzoni originali e tutte molto buone, senza nessuna reinterpretazione e senza tracce di riempitivi. Brian allora si mise in testa di realizzare "il più grande album rock mai realizzato".

### 1966:Pet Sounds

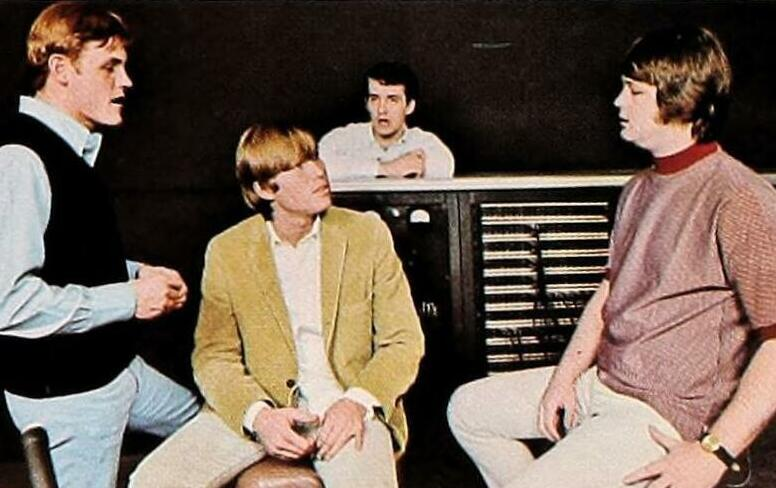
Da sinistra: Bruce Johnston, Terry Melcher, Tony Asher e Brian Wilson in studio durante le sessioni di Pet Sounds all'inizio del 1966

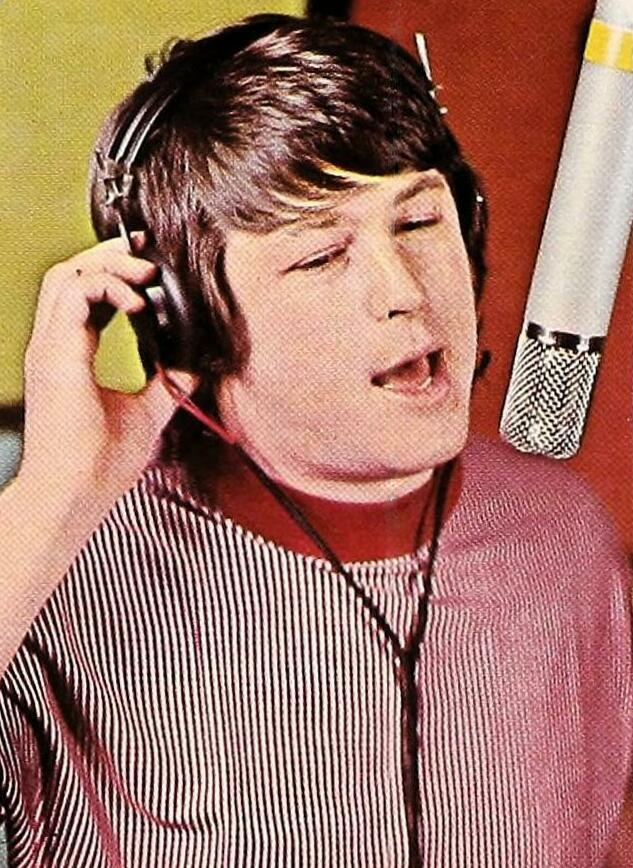
Brian Wilson durante le sessioni di Pet Sounds (1966)

L'album unanimemente riconosciuto come il capolavoro dei Beach Boys, anche se interamente frutto dell'immaginazione di Brian Wilson, fu Pet Sounds uscito il 16 maggio 1966. Pet Sounds si trova in cima a molte liste, indicato come uno dei più innovativi dischi della storia della musica, tra le quali quelle di Rolling Stone, di TIME, di NME, e del The Times. Secondo Acclaimedmusic.net è l'album più acclamato dai critici musicali di tutti i tempi. Fonte primaria d'ispirazione per i Beatles, più volte nel corso degli anni Paul McCartney ha dichiarato che Pet Sounds era una svolta musicale determinante per quel periodo, personalmente lodato tra i suoi album preferiti (God Only Knows è la sua canzone preferita in assoluto). McCartney ha ricordato in diverse interviste che proprio da Pet Sounds è venuto l'impulso di realizzare Sgt. Pepper's Lonely Hearts Club Band, il capolavoro dei Beatles uscito l'anno successivo. Secondo il produttore George Martin, Sgt. Pepper's era un tentativo di eguagliare Pet Sounds.

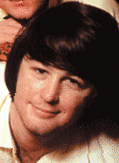
Brian Wilson, 1966

 Caroline, No fu inizialmente pubblicata come un singolo di Brian Wilson, ma poi l'album venne accreditato a tutti i Beach Boys. Brian in realtà aveva realizzato l'album quasi interamente da solo mentre gli altri erano in tour in Giappone. Quando tornarono, trovarono l'album essenzialmente completo, con le eccezioni delle sole parti vocali, che ovviamente non avrebbero potuto essere registrate dal solo Brian. All'interno della band si creò un clima di risentimento per questo. Specialmente Mike Love criticò Brian e definì Pet Sounds la "musica dell'ego di Brian". Brian aveva lavorato intensamente sui testi con il paroliere Tony Asher, senza coinvolgere Mike Love che era stato il paroliere e cantante delle prime canzoni dei Beach Boys.
La Capitol Records inizialmente si oppose alla pubblicazione dell'album, sostenendo che con quel tipo di canzoni (si tratta in realtà delle canzoni più avanguardistiche e complesse dell'intera produzione del gruppo) il pubblico non avrebbe apprezzato l'album, riducendo i profitti. Brian allora contribuì alle spese per la realizzazione e l'album venne pubblicato.

### SMiLE

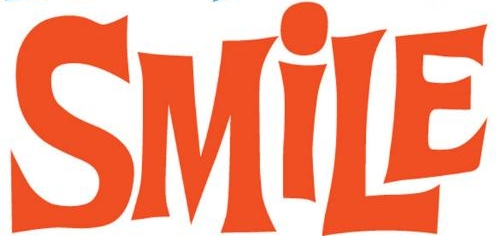
Smile The Beach Boys (logo)

Il 1966 per i Beach Boys fu un anno straordinario, dopo l'uscita di Pet Sounds, Brian Wilson si mise al lavoro su un album intitolato Dumb Angel rinominato successivamente Smile, nuovo ambizioso progetto di studio purtroppo destinato a perdersi dentro ai labirinti della sua mente. Primo passo fu il completamento insieme con Mike Love di un brano da lui concepito durante le sessioni finali di Pet Sounds, Good Vibrations, che nell'ottobre del 1966 raggiunse la vetta delle classifiche sia negli Stati Uniti sia nel Regno Unito e rimane tuttora il più grande successo del gruppo. Good Vibrations portò una ventata di freschezza e i loro concerti, soprattutto in Inghilterra stavano diventando grandi eventi. Quando in novembre arrivarono a Londra, l'accoglienza del pubblico inglese era smisurata. Tornati dal tour i Beach Boys erano letteralmente in cima al mondo della musica. A dicembre un sondaggio di fine anno condotto dalla rivista britannica New Musical Express vide i Beach Boys prendere il posto dei Beatles come miglior gruppo vocale al mondo, persino in Inghilterra.
In un momento cruciale in cui nella storia della musica era di vitale importanza arrivare per primi con il nuovo suono, Smile ebbe una battuta d’arresto, settimane critiche passavano senza progresso, Brian Wilson diventava sempre più paranoico, consumava grosse quantità di droga e soffriva di lunghi periodi di depressione che lo portarono a frequentare alcune compagnie discutibili e isolandosi dalla sua famiglia e dai Beach Boys. Alcune biografie hanno ipotizzato il fatto che potesse soffrire di una psicosi maniaco-depressiva, che fu più tardi diagnosticata come disordine schizoaffettivo. Smile lo stava distruggendo, divenne l'ossessione della sua vita; la visione che Brian Wilson aveva di questa opera era qualcosa di completamente nuovo per quei tempi: suite complesse di armonie vocali, testi di difficile comprensione e uso di suoni alternativi con strumenti sofisticati.
Tensioni e forzature contrattuali portarono un clima litigioso e sempre più in rotta con la Capitol Records che per l’ennesima volta aveva rinviato la data di uscita dell’album. Poche settimane prima della pubblicazione di Sgt. Pepper's Lonely Hearts Club Band dei Beatles, Brian Wilson con grande sgomento di tutti dichiarò l’abbandono di Smile affermando di non averlo completato. Non a caso era cosciente che il tempo avuto a sua disposizione era scaduto. Buona parte del materiale inciso fu distrutto da lui stesso in preda a una crisi isterica. Tutta la vicenda inoltre determinò l'inizio di un rapporto conflittuale con il cugino Mike Love, che per primo odiava Smile e il percorso artistico intrapreso. Il mancato appoggio e la scomparsa di fiducia in sé stesso fecero in modo che il grande disco epocale che Brian Wilson doveva presentare al mondo morì prima ancora di essere nato.
Smile divenne nei decenni successivi il più famoso album fantasma nella storia del rock, mai completato e accantonato negli archivi, per poi essere presentato al pubblico dopo circa 40 anni.

### 1967-1969:Smiley Smile,Wild Honey,Friendse20/20

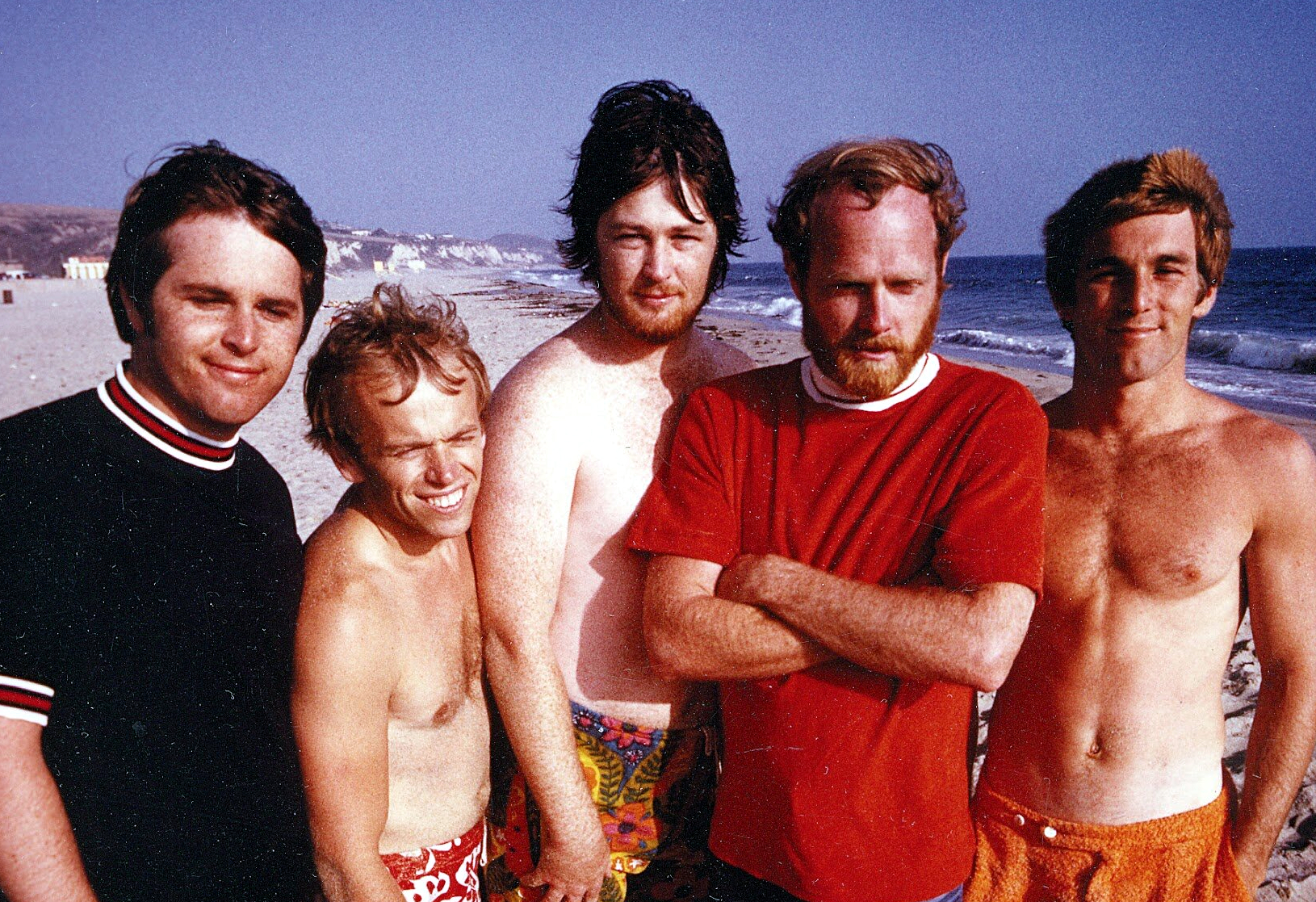
I Beach Boys nel luglio 1967. Da sinistra: Carl Wilson, Al Jardine, Brian Wilson, Mike Love e Dennis Wilson.

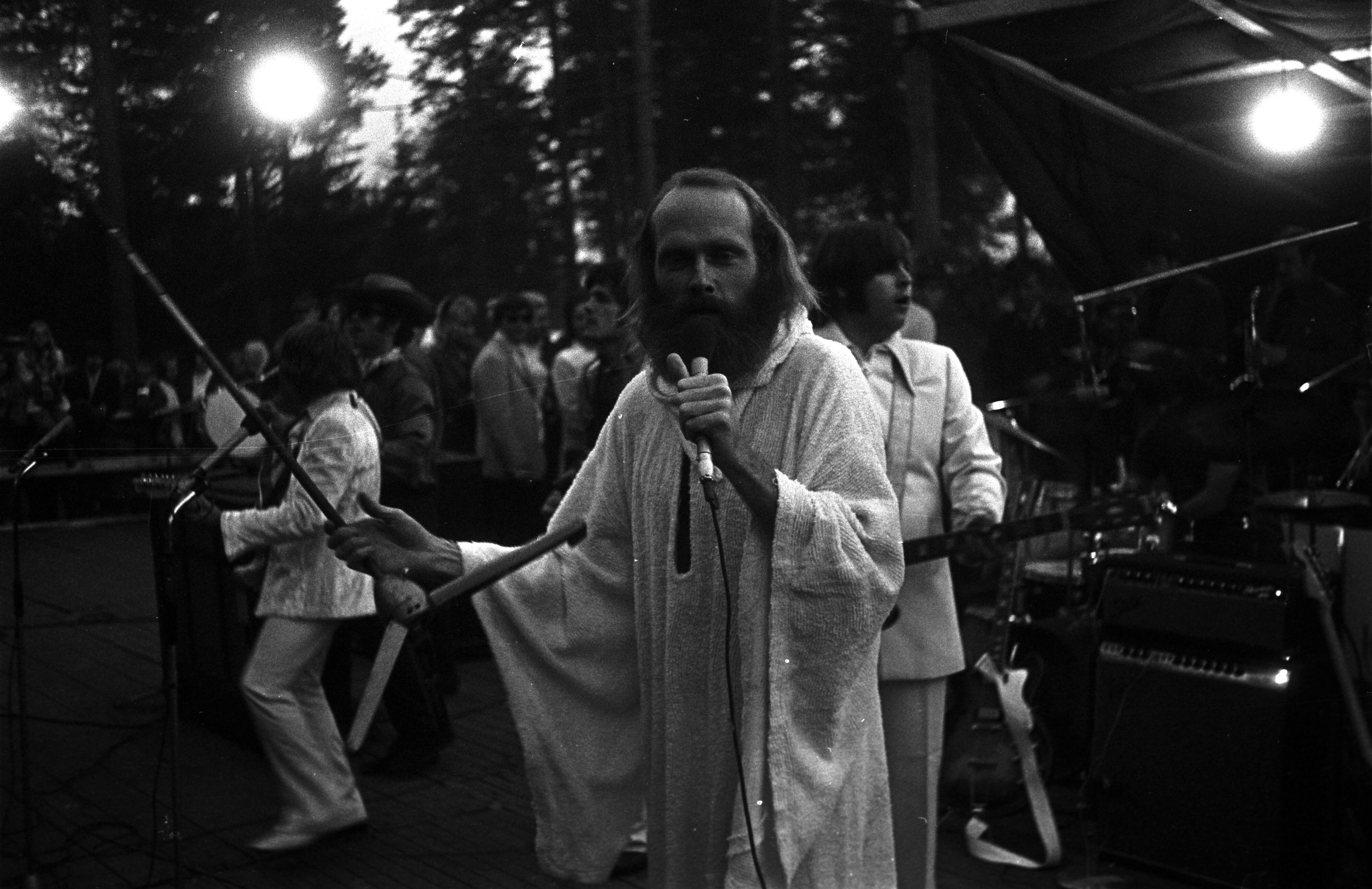
I Beach Boys in concerto nel 1969

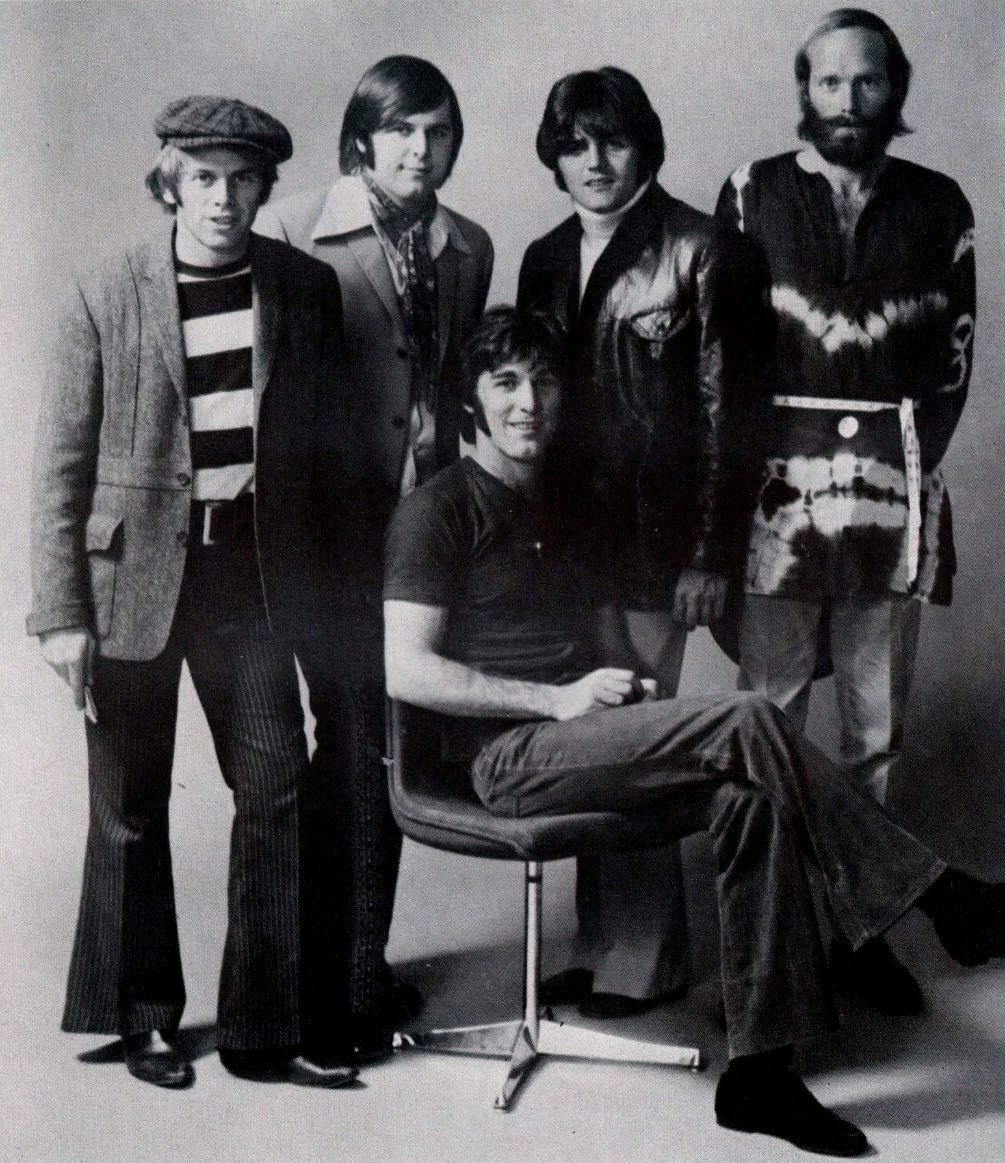
I Beach Boys nel 1969

Le aspettative in Brian Wilson erano troppe e niente poteva compensare la delusione che il pubblico aveva provato quando a settembre in sostituzione del tanto atteso Smile fu pubblicato Smiley Smile, aspramente criticato per il suo contenuto e che del progetto originale portava solo l’eco, a cominciare dalla storpiatura del nome; l'album segnò la fine di un'epoca.
Quando Smiley Smile fu pubblicato, nel settembre del 1967, la Summer of Love era in pieno svolgimento, l'immagine dei Beach Boys per la nuova generazione era percepita passata, troppo lontana e fuori moda dalle nuove tendenze californiane che arrivavano da San Francisco, come Janis Joplin, Grateful Dead, Jefferson Airplane e altri. Nelle loro canzoni non c'era nessuna traccia di protesta, i testi tacevano sulla guerra del Vietnam, mentre le marce di pace e i sit-in, e generalmente il contesto culturale dell'epoca sembrava per loro essere totalmente estraneo.
Questo motivo in aggiunta del mancato concepimento di Smile portarono il gruppo alla decisione di cancellare la loro partecipazione al Monterey Pop Festival a giugno. Al Jardine in un'intervista ricordò con amarezza quel difficile momento, affermando di non riconoscere più il solito Brian Wilson; secondo lui Brian aveva gettato la spugna senza neanche provare ad andare avanti, e non gli interessava più competere per tornare a essere il numero uno.
Le sue condizioni di salute peggiorarono fino a precipitare. Incominciò a trascurare l'aspetto fisico ingrassando rapidamente e passando intere giornate a letto. Perse interesse e prese le distanze, riducendo sempre di più il suo ruolo di leader all'interno della band. Dopo il deludente risultato ottenuto da Smiley Smile le sue mancate ambizioni artistiche lo spinsero, in accordo con il gruppo, a cambiare direzione e registrare Wild Honey, disco poco impegnativo registrato senza grandi sforzi, che però segnò un nuovo inizio di carriera. Pubblicato a dicembre, l'album contenente la classica hit single Darlin' venne accolto meglio del precedente sia in patria sia all'estero.
Nel febbraio del 1968 sotterrati definitivamente i conflitti interni che avevano compromesso la carriera, incominciarono nello studio di casa di Wilson le sessioni di registrazione per un nuovo disco. Anticipato dalla sua title track, Friends fu in contrasto con le mode e i tempi turbolenti che si stavano vivendo all'epoca. Poco considerato negli Stati Uniti ma ancora accolto a pieni voti nel Regno Unito, dove la band a partire dagli album precedenti fu presa molto più seriamente di quanto non fosse in patria. La sua reputazione è cresciuta in maniera molto positiva negli anni successivi, sia per il suo contenuto sia per l'impegno nell'aver sperimentato nuovamente qualcosa di diverso, senza ricreare e riproporre il fortunato classico sound da classifica degli anni precedenti. L'album sterza verso l'Easy Listening e mostra un cambiamento significativo nelle dinamiche del gruppo. Per la prima volta Mike Love, Al Jardine e Carl Wilson contribuirono alla realizzazione del disco. La cosa più interessante fu scoprire in Dennis Wilson una nascente qualità di cantautore, in uno stile non influenzato da quello del fratello maggiore.
Nel 1969 finalmente 20/20 diede ai fan di vecchia data qualche episodio degno del nome del gruppo. Alcuni successi, Do It Again, I Can Hear Music, Break Away e Cotton Fields rialzarono anche se di poco le quotazioni della band. In più l'album portò alla luce alcuni brani del progetto incompiuto Smile, e chiuse l'ormai deteriorato contratto in scadenza con la Capitol Records.

### 1970-1973:Sunflower,Surf's Up,Carl and the Passions "So Tough",Holland

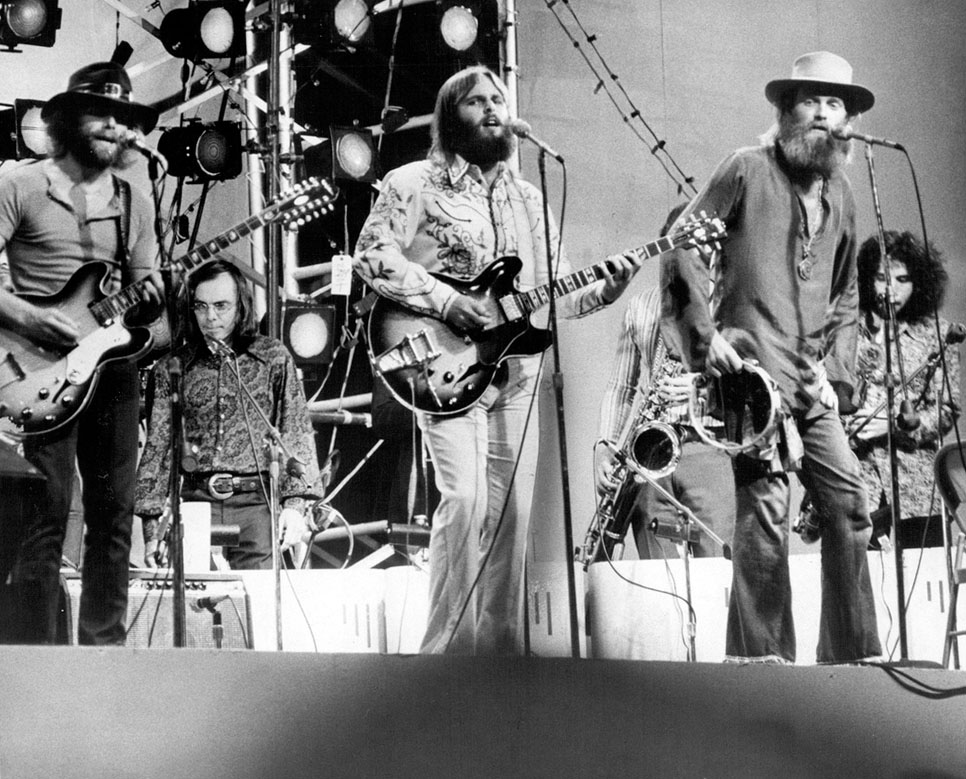
I Beach Boys nel 1971 a Central Park

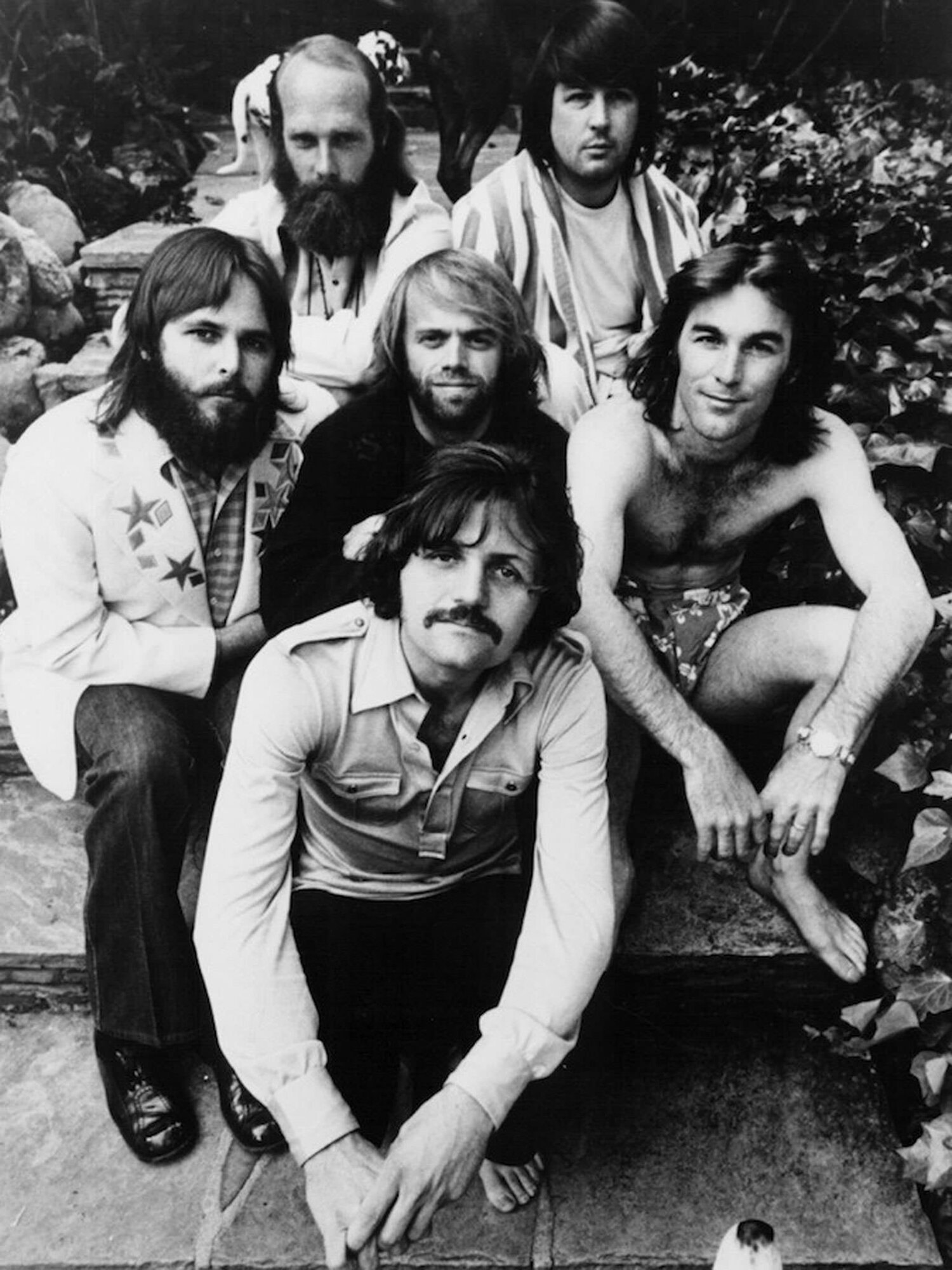
I Beach Boys nel 1971

Nel 1970 l'esordio discografico Sunflower per la nuova etichetta Reprise Records aprì il decennio con una nuova rinascita artistica. Arrangiamenti orchestrali ben curati e affascinanti armonie vocali resero questo disco uno dei punti più alti dell'intera carriera. Lo stesso Bruce Johnston in diverse interviste ammise che Sunflower per i Beach Boys rappresentò una sorta di Sgt. Pepper's Lonely Hearts Club Band.
Per la prima volta i componenti del gruppo contribuirono insieme alla lavorazione di un album in studio, cosa che fino ad allora era quasi esclusivamente fatta dal solo Brian Wilson. Emersero i notevoli talenti compositivi di Bruce Johnston (Tears in the Morning e Deirdre e quello più sorprendente di Dennis Wilson (Slip on Through, Forever, Got to Know the Woman), che diedero fiducia e motivazione a Brian Wilson e al resto del gruppo in un momento di crisi che vedeva incerto il futuro della band.
Sfortunatamente, pubblico e critica sembrarono disinteressarsi a questi tentativi di creare musica maggiormente "impegnativa". In Gran Bretagna il disco venne accolto dalla critica con giudizi piuttosto positivi, e nella classifica di vendite inglese entro nella top 30, ma in patria la situazione era diversa. Il disco passò quasi inosservato, sottovalutato dal grande pubblico di massa (si fermò solamente al 151º posto) che, avendoli etichettati ormai da tempo, non si aspettava da loro un cambiamento di stile più maturo e lontano dagli esordi, tutti non erano ancora pronti per le tematiche affrontate nei testi delle canzoni. Anche la critica americana, ammaliata dal virtuosismo strumentale dei gruppi dell'epoca, liquidò in gran parte le complesse armonie vocali e la produzione in stile Phil Spector dei Beach Boys come un anacronismo e un retaggio di un'epoca passata.

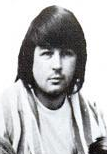
Brian Wilson nel 1971

Nell'estate del 1971, recuperando alcuni stralci di Smile, uscì Surf's Up, che, malgrado il titolo, era un album di canzoni di stampo ecologista. Oltre la complessa "title track" è presente l'autobiografica 'Til I Die, composta da Brian cinque anni prima, e Disney Girls (1957) (riproposta in seguito anche da Art Garfunkel), che afferma definitivamente Bruce Johnston come compositore importante all'interno del gruppo. Long Promised Road e Feel Flows sono le prime significative composizioni soliste di Carl Wilson, che proprio in quel periodo fu nominato con il consenso della band "Direttore Musicale", in riconoscimento del ruolo che aveva svolto mantenendo il gruppo unito nel periodo più buio e tormentato del post Pet Sounds.
Surf's Up vendette decisamente meglio del precedente raggiungendo la posizione #29 negli Stati Uniti e la #15 nel Regno Unito.
Il 1972 vide la temporanea dipartita di Bruce Johnston e l'ingresso in formazione dei sudafricani Blondie Chaplin (chitarra) e Ricky Fataar (batteria). Il risultato, Carl and the Passions - "So Tough", ebbe un moderato successo (#50 negli Stati Uniti e #25 nel Regno Unito) ma è spesso considerato come album di transizione. Brian Wilson diede contributi sporadici durante le sessioni di registrazione alla stesura dell'album componendo Marcella e insieme con i ragazzi l'eccellente All This Is That, dove brillano le qualità vocali del gruppo. Dennis Wilson propose due canzoni (Make It Good e Cuddle Up) anticipando parte del sound di quello che sarà più avanti il suo cammino discografico solista.
Per trovare nuove ispirazioni, su consiglio del manager Jack Riley, nell'estate del 1972 il gruppo cambiò aria e, senza Brian Wilson (che rinunciò dopo 3 tentativi falliti di prendere l'aereo), fece le valigie per trasferirsi nei Paesi Bassi per la registrazione dell'ambizioso Holland. Tornati a casa a lavoro ultimato i ragazzi però non poterono presentare alla casa discografica un potenziale singolo di successo, decidendo all'ultimo momento di lavorare su una vecchia canzone incompiuta di Brian: Sail on Sailor. Fu in realtà la sua canzone a trainare il resto del disco e decretare il successo dell'album. Pubblicato nel gennaio del 1973, raggiunse la posizione #36 negli Stati Uniti e la posizione #20 nel Regno Unito.
Nel 1974 la loro ex casa discografica Capitol Records pubblicò Endless Summer, una doppia raccolta comprendente alcuni dei tanti successi del primo periodo. A sorpresa di tutti il disco arrivò al primo posto nella classifica degli album più venduti, rimanendo in classifica di Billboard per 155 settimane. L'album suscitò indignazione, soprattutto in Brian, perché le canzoni contenute si fermavano a California Girls, lasciando fuori tutto Pet Sounds e Good Vibrations, che Brian considerava i suoi capolavori. Evidentemente la Capitol Records pensò a una compilation estremamente commerciale, che non teneva conto del progresso artistico del compositore.
A fine anno la rivista Rolling Stone elesse i Beach Boys miglior band dell'anno.

### 1975-1976: Il ritorno di Brian Wilson,15 Big OneseLove You

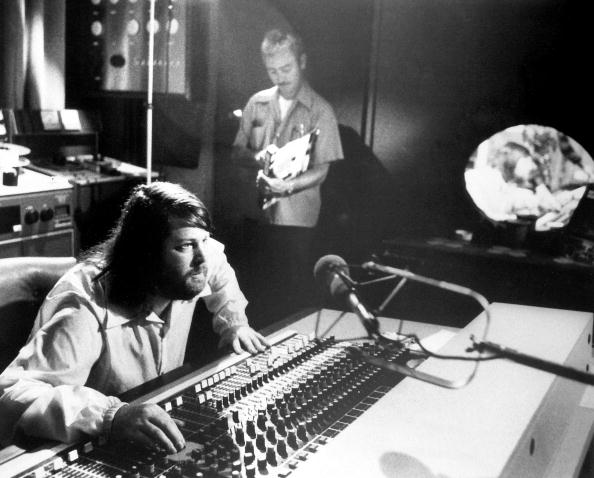
Brian Wilson durante le sessioni in studio per l'album Love You

Nel 1975 Brian Wilson tornò a essere un membro effettivo dei Beach Boys, pur continuando a non partecipare ai concerti. Scrisse nuove canzoni che servirono a completare l'album 15 Big Ones del 1976, contenente vecchi successi degli anni cinquanta di altri artisti (Chuck Berry, Fats Domino, ecc.), riproposti nello stile Beach Boys. Rock and Roll Music, primo singolo estratto, riportò il gruppo in entrambe le top ten americane fermandosi al quinto posto contemporaneamente con l'album che arrivò in ottava posizione.
Fortemente pubblicizzati, per il resto del 1976 i Beach Boys al completo intrapresero un grande tour intorno a tutti gli Stati Uniti, partecipando anche a importanti show televisivi come NBC TV Special e Saturday Night Live (famoso lo sketch di John Belushi e Dan Aykroyd alle prese con Brian Wilson). Originariamente concepito come progetto solista, il successivo Love You del 1977, quasi interamente scritto, interpretato e prodotto, fu descritto come un autoritratto di sé stesso. Il disco rispecchiava infatti un Brian Wilson triste e insicuro, condizionato dal duro processo di riabilitazione fisica e mentale causato da anni di depressione e abuso di droga. Love You da allora ha sviluppato una specie di culto, colleghi e critici espressero giudizi molto contrastanti, mentre il pubblico accolse il progetto senza troppo entusiasmo (#53 Stati Uniti e #28 Regno Unito).

### 1978-1980M.I.U Album,L.A. AlbumeKeepin' the Summer Alive

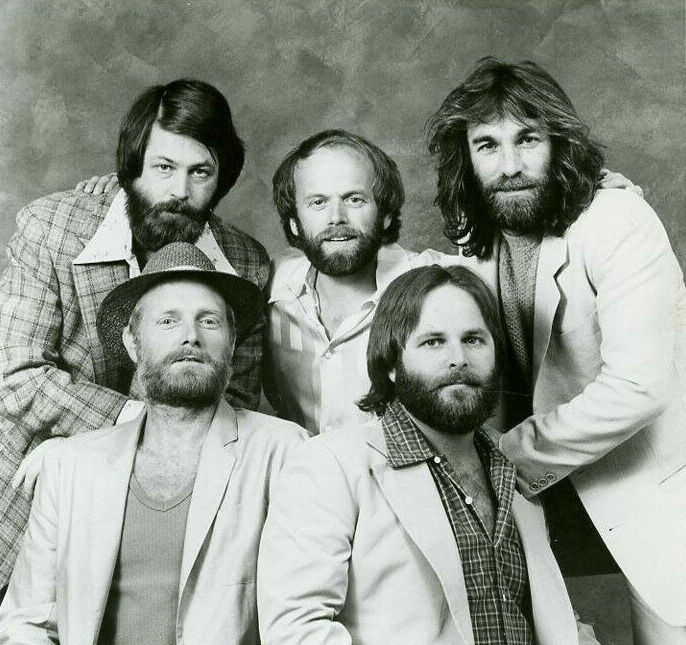
I Beach Boys nel 1979

Dopo l'uscita di I Love You, i Beach Boys caddero in una disputa sulla direzione da prendere, e furono vicino alla rottura. Prima di dare alle stampe il trascurato M.I.U. Album, Dennis Wilson con un po' di incoraggiamento pubblicò nel 1977 il suo primo e unico album da solista, Pacific Ocean Blue. Molto acclamato dalla critica, ricevette recensioni entusiastiche per la sua intensa profondità ed emozione. The River Song, scritta a quattro mani con il fratello Carl, fu il cardine del suo intenso lavoro. Questo e alcuni problemi interni portarono un comune disinteresse nel preparare il nuovo disco, frettolosamente rimaneggiato su richiesta della Reprise Records, in quanto in origine la maggior parte delle registrazioni erano già pronte e destinate per l'uscita di un disco natalizio. Nel 1978 il risultato fu una delusione per tutti, Beach Boys compresi, che da li a poco incominciarono a voler dimenticare l'album e a voltare pagina. Per prima cosa fu richiamato in squadra Bruce Johnston, che dopo l'abbandono avvenuto nel 1971 aveva avuto grosse soddisfazioni come compositore di canzoni per altri artisti, premiato con un Grammy Award per la canzone I Write the Songs, portata con successo al primo posto nel gennaio del 1976 da Barry Manilow.
Dopo aver firmato un contratto milionario con la CBS Caribou Records, i Beach Boys tornarono nel 1979 con L.A., ultimo album degli anni settanta. Forte di una produzione sorprendentemente ben fatta (Bruce Johnston) rispetto ai due album precedenti, il disco generalmente fece respirare un clima sereno e rilassato. Esempi di questo percorso sono Baby Blue, Lady Lynda e la bella Good Timin, che però non decollò in classifica (#40). Anche il disco non ottenne il successo sperato (#100 negli Stati Uniti e #32 nel Regno Unito). L'impressione che diede, almeno in parte, era quella di mostrare la band per quello che in realtà non era, come ennesimo tentativo di inserirsi per forza a tutti i costi nel mainstream contemporaneo. Uno shock per i fan fu ritrovare Here Comes the Night, una vecchia canzone del 1967 (contenuta dentro a Wild Honey) riletta per quasi 11 minuti in versione dance, pubblicata in seguito anche su 45 giri (#44 Stati Uniti).
Dopo i risultati di L.A. Light Album, i dirigenti della CBS tentarono di coinvolgere maggiormente Brian Wilson nel svolgere il suo ruolo principale di produttore. Rapidamente insieme con i Beach Boys compose nuovo materiale, Dennis in contrasto con il resto del gruppo abbandonò le sessioni iniziali senza prendere ulteriormente parte alle registrazioni. Nel luglio del 1979 i Beach Boys si diressero al Western Recorders di Los Angeles, lo studio dove nacque la maggior parte del materiale negli anni sessanta. In un secondo momento Bruce Johnston prese il controllo completo della produzione dell'album. La title track Keepin' the Summer Alive (scritta da Carl Wilson insieme con l'amico Randy Bachman dei The Guess Who / Bachman-Turner Overdrive), Goin' On, School Days e Endless Harmony (Bruce Johnston), videro il gruppo tornare in chiave moderna alle sonorità spensierate del periodo d'oro. Nel 1980 Keepin' the Summer Alive raggiunse la 75ª posizione negli Stati Uniti e il 35º posto nel Regno Unito.

### 1980-1998: Dalla morte di Dennis a quella di Carl

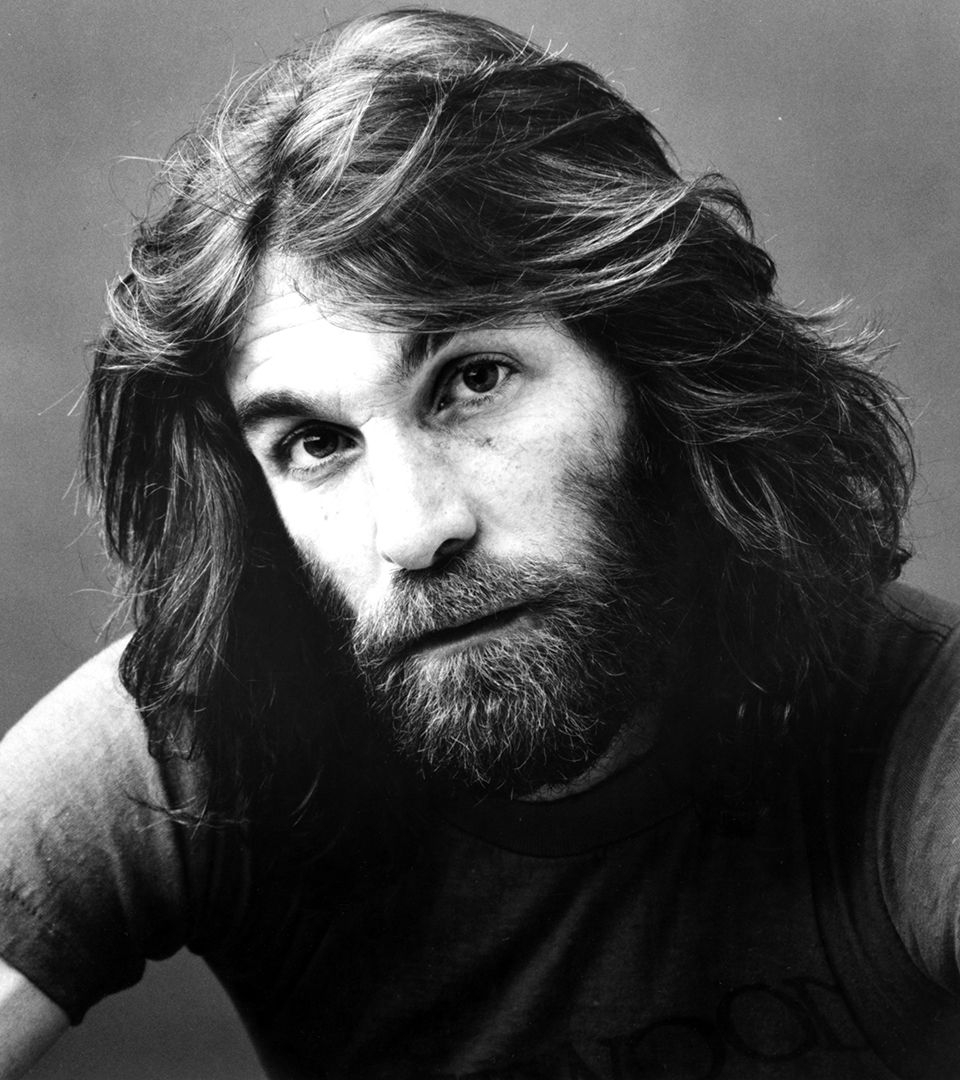
Dennis Wilson nel 1982

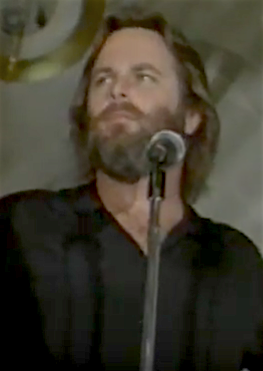
Carl Wilson nel 1983

Il 28 dicembre 1983, Dennis Wilson morì per annegamento accidentale a Marina del Rey. Il batterista, in stato di ebbrezza, si era lanciato dallo yacht dell'amico Bill Oster per recuperare un oggetto perso in mare sei anni prima. L'ultima registrazione in cui è accreditato come batterista della band è il singolo East Meets West, registrato pochi giorni prima e lanciato sul mercato nel 1984. Nonostante la morte di Dennis, i Beach Boys decisero di continuare la loro attività. Gli anni ottanta della band sono soprattutto ricordati per la loro partecipazione a colonne sonore per vari film; primo fra tutti nel 1979 fu It's A Beautiful Day, brano pubblicato sulla colonna sonora del film Americathon, seguì poi nel 1984 Chasin' The Sky, dal film Zattere, pupe, porcelloni e gommoni. Il 4 luglio dello stesso anno i Beach Boys si esibirono prima a Filadelfia davanti a un milione di persone, e la stessa sera a Washington di fronte a settecentocinquantamila persone. Nel 1985 la band prese parte al Live Aid e pubblicò un nuovo disco in studio intitolato semplicemente The Beach Boys, un disco che vedeva un nuovo sound, più vicino ai gusti moderni e dominato da drum machine e sintetizzatori. Il singolo di lancio Getcha Back arrivò ventiseiesimo nella classifica di Billboard, ma l'album, nonostante fosse condito da partecipazioni importanti come quelle di Stevie Wonder e Ringo Starr, si fermò al cinquantaduesimo posto, deludendo le aspettative, ma ottenendo comunque la posizione più alta in classifica dai tempi di 15 Big Ones. Il 1986 rappresentava il venticinquesimo anniversario dei Beach Boys, che la band festeggiò con un concerto party alle Hawaii, come special televisivo a cui tra i tanti presero parte anche Ray Charles, Belinda Carlisle, Three Dog Night, John Stamos e gli Everly Brothers. Nello stesso anno la band pubblicò la raccolta Made in U.S.A., che conteneva due inediti entrambi lanciati come singoli, ovvero la loro reinterpretazione di California Dreamin' dei Mamas and Papas (cinquantasettesima su Billboard), e un brano di Mike Love Rock N' Roll To the Rescue (sessantottesimo nella medesima classifica).
Nel 1987 il gruppo collaborò con i The Fat Boys per il brano Wipe Out che venne incluso nel successivo album in studio dei Beach Boys Still Cruisin'. Esso, uscito l'anno dopo, conteneva anche tre colonne sonore, tra cui la title-track da Arma letale 2, Make It Big dal film In campeggio a Beverly Hills, e Kokomo da Cocktail. Quest'ultima canzone divenne la hit trainante dell'album e riportò il gruppo al primo posto in classifica. Nello stesso anno la band fu introdotta nella Rock and Roll Hall of Fame. Alla cerimonia partecipò anche Brian Wilson, che nel frattempo aveva però lasciato la band e inciso il suo primo omonimo disco solista.
Nel 1990 la band cercò di sfruttare l'onda del ritrovato successo orientandosi ancora di più sulle colonne sonore, incidendo così Problem Child per il film Piccola peste, ma il brano non ebbe la stessa fortuna di Kokomo e si piazzò solo trentottesimo in classifica. Nel 1991 i Beach Boys parteciparono a Two Rooms: Celebrating the Songs of Elton John & Bernie Taupin, un disco di tributo a Elton John, incidendo la loro versione di Crocodile Rock, per la quale fu anche girato un video. Nel 1992 la band tornò in studio, ma senza Al Jardine, per colpa di un litigio con Mike Love, e pubblicò il disco Summer in Paradise, considerato come il punto più basso della discografia del gruppo. Il disco infatti si fermò al cinquantatreesimo posto di Billboard e non ottenne certificazioni in altre classifiche. Nemmeno la loro cover di Hot Fun in the Summertime riuscì ad arrivare in top ten; tuttavia nel 1994 Summer of Love venne usata in un episodio di Baywatch in cui compare anche la band stessa. Al Jardine ritornò in formazione e prese parte a tutti i tour che seguirono durante gli anni novanta.
A metà anni novanta il gruppo incise alcuni brani nuovamente con Brian Wilson per un disco tra il compositore e Andy Paley, ma a causa di conflitti personali il progetto venne accantonato. Tuttavia i brani Soul Searchin e You're Still a Mistery, registrati per tale progetto, sono stati pubblicati nella raccolta del 2013 della band Made in California. Nel 1996 i Beach Boys collaborarono con gli Status Quo, reincidendo la loro canzone Fun, Fun, Fun, la quale, estratta dall'album degli Status Don't Stop, divenne una hit da top 30 in Inghilterra. Nello stesso album il gruppo collaborò anche all'album Crank It Up: The Music Album del comico Jeff Foxworthy con il brano Howdy From Maui e incisero l'album Stars and Stripes Vol. 1, un disco con tutti i loro successi riarrangiati in versione country e cantati da cantanti della scena omonima.
All'inizio del 1997 a Carl Wilson furono diagnosticati un cancro alla gola e un tumore al cervello. Nonostante le cure tramite chemioterapia, il chitarrista non rinunciò al tour a cui si sottopose la band quell'anno, che si concluse alla fine del 1997, e lo portò a termine. Spesso, nell'intervallo tra un brano e l'altro, Carl era costretto a sedersi e prendere ossigeno. Il più piccolo dei fratelli Wilson fu però vinto dalla sua malattia e morì il 6 febbraio 1998, all'età di cinquantadue anni. Da questo momento in poi il corso dei Beach Boys divenne sempre più incerto e vago sul futuro della band: i vari membri, infatti, negli anni successivi si divisero, e solo Love, Johnston e Marks, dopo cause legali contro Al Jardine sull'utilizzo del nome, tornarono a girare il mondo esibendosi sotto il marchio Beach Boys. Brian Wilson continuò a concentrare le sue energie sulla propria carriera solista.

### 2012: 50º anniversario eThat's Why God Made the Radio

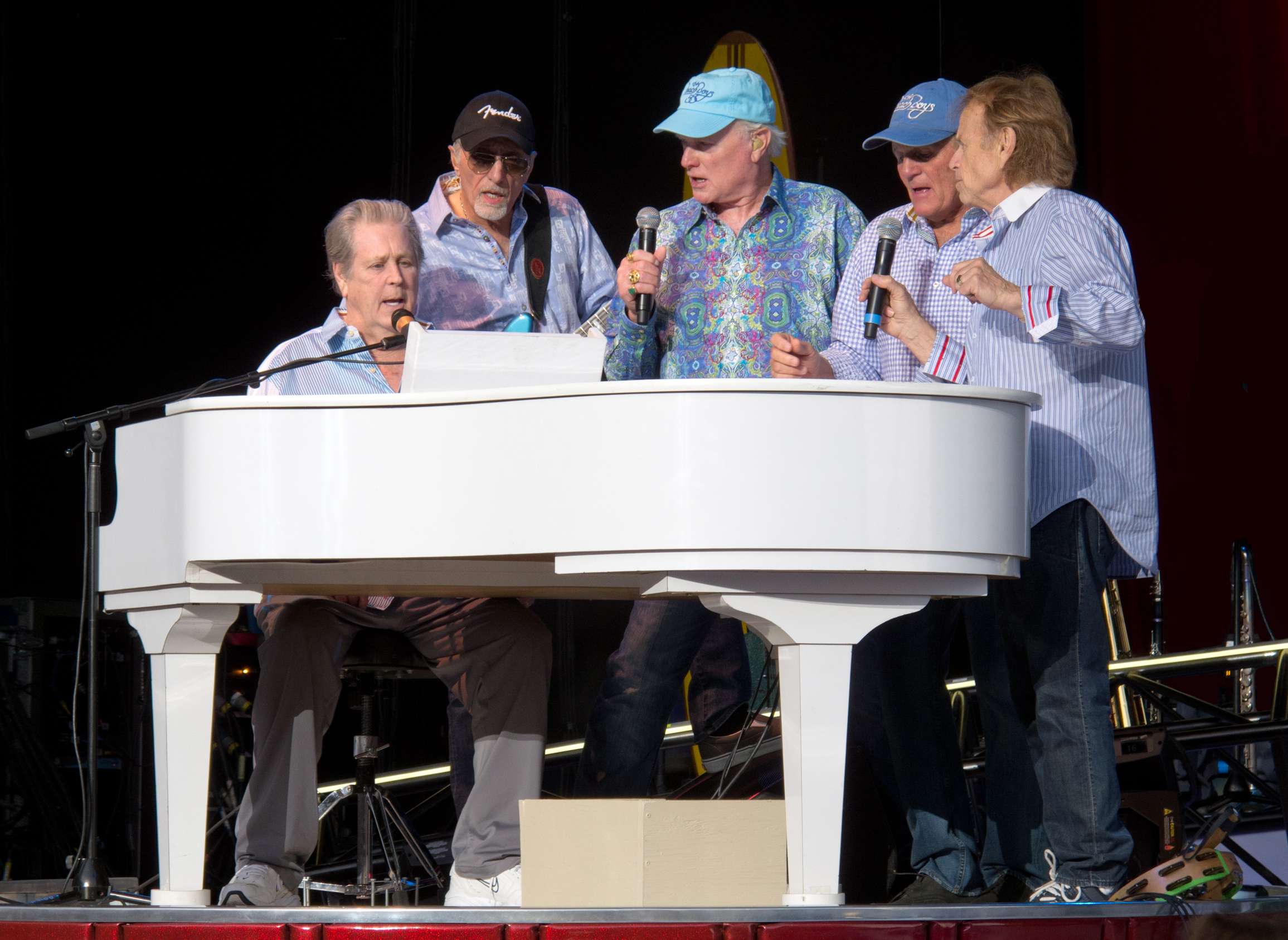
The Beach Boys, 29 maggio 2012

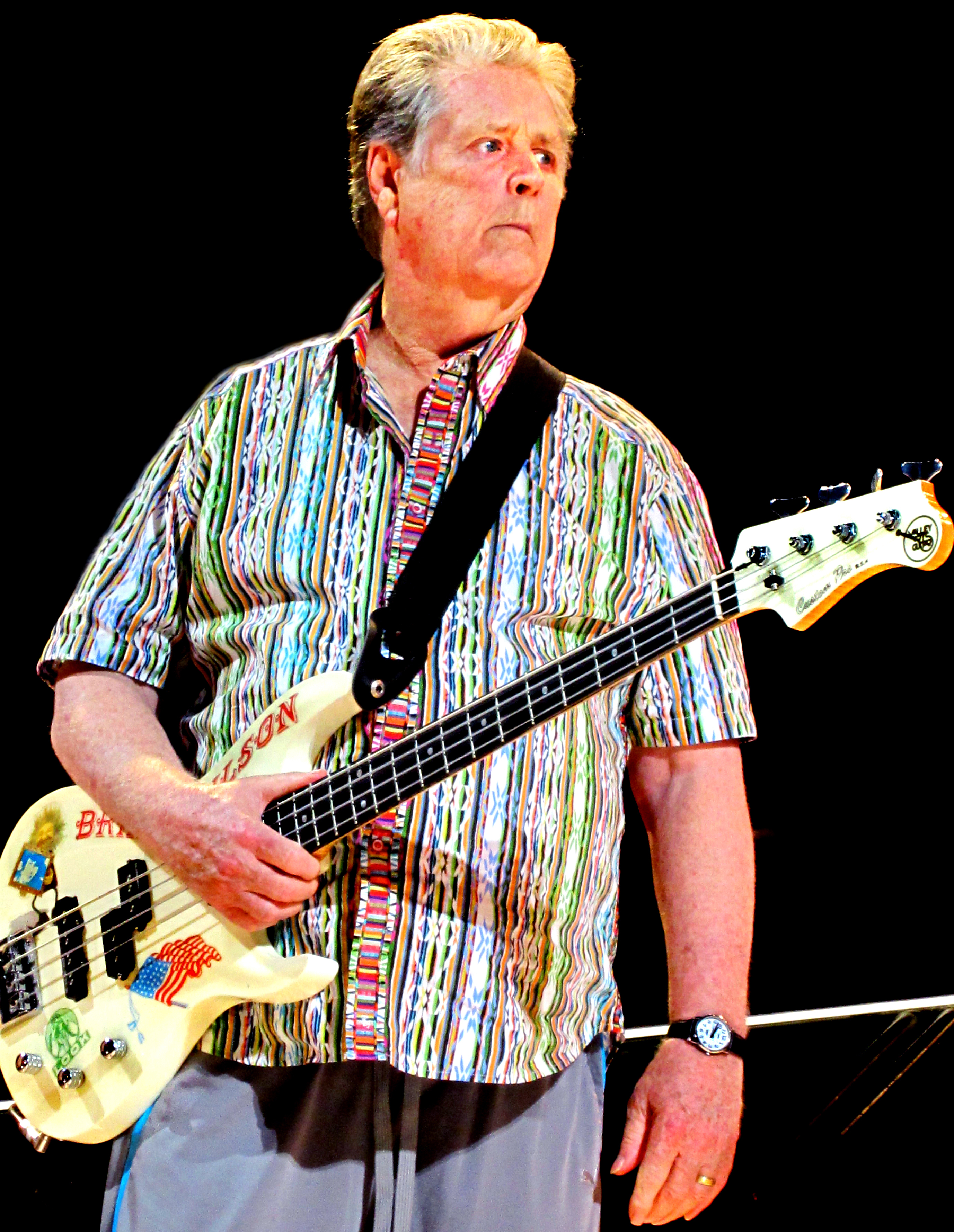
Brian Wilson sul palco durante il tour della reunion dei Beach Boys nel 2012

Il 16 dicembre 2011 fu annunciato che Brian Wilson, Mike Love, Al Jardine, Bruce Johnston e David Marks si sarebbero riuniti per un tour mondiale nel 2012 in occasione del 50º anniversario della formazione della band. Il 12 febbraio 2012 i Beach Boys si esibirono ai Grammy Awards: si trattava della loro prima esibizione con Brian Wilson sin dal 1996.
Successivamente la band dichiarò di essere al lavoro in studio su un nuovo album, costituito da 12 inediti, che si sarebbe chiamato That's Why God Made the Radio, in uscita il 5 giugno 2012. Il primo singolo estratto, omonimo all'album, fu pubblicato in formato digitale il 25 aprile e in rotazione radiofonica dal 4 maggio.
Nel giugno 2012, Love annunciò ulteriori date aggiuntive del tour che però non avrebbero visto la partecipazione di Brian Wilson. Wilson negò di essere a conoscenza di questi nuovi concerti e disse che nessuno lo aveva informato della sua estromissione. Il 5 ottobre, Love diramò un comunicato stampa ufficiale sul LA Times dove veniva affermato che i Beach Boys erano attualmente formati solo da lui e Johnston senza Wilson, Jardine, e Marks:
(Mike Love)
Quattro giorni dopo, Wilson e Jardine diffusero una risposta scritta nella quale dichiaravano: «Quando Mike fissò un paio di date con Bruce; Al e io, naturalmente, ci rimanemmo male. Allora ci fu confusione quando apparvero alcune foto di me, Al, David e gli altri della reunion su alcuni siti web che pubblicizzavano i concerti [...] Io ero completamente all'oscuro del suo comunicato stampa [...] Non avevamo neanche discusso come band cosa avremmo fatto con tutte le offerte ricevute per il tour del 50º anniversario». Love accusò di falsità le dichiarazioni di Wilson, ribadendo che tutti gli accordi erano stati fissati consensualmente e che erano "ben documentati". Il 13 dicembre, Wilson e Jardine suonarono sotto la sigla Beach Boys in uno show natalizio. A seguito dell'esibizione, Wilson annunciò che si sarebbe a sua volta esibito insieme con Jardine e Marks. Love e Johnston continuarono a esibirsi come Beach Boys, mentre Wilson, Jardine, e Marks proseguirono il tour in trio. Ripensando alla reunion nel 2013, Love disse: «Ho avuto una bellissima esperienza a tornare in studio con loro. Brian non ha perso un grammo della sua abilità nel comporre melodie e progressioni di accordi, e quando ci mettemmo a cantare tutti insieme sembrava di essere tornati ancora al 1965. I concerti, invece, furono più per i fan che altro...».

### 2012-presente: i Beach Boys “separati”
Dopo l’album That’s Why God Made The Radio, Mike Love e Bruce Johnston hanno continuato a fare tournée sotto il nome originale “The Beach Boys” (nome che hanno potuto utilizzare dopo aver avuto il permesso dal resto del gruppo), mentre Brian Wilson ha continuato a fare concerti fino al 2023 e Al Jardine è tutt’oggi in tour con la sua band Al Jardine and his Endless Summer Band.

### 2025: Morte di Brian Wilson
L'11 giugno 2025 viene annunciata la morte di Brian Wilson avvenuta all'età di 82 anni. La famiglia decise di non divulgare le cause della morte. La figlia dichiarò che negli ultimi anni, Brian aveva lottato contro la demenza senile. Dopo la morte di Brian, Love e Jardine rimasero gli unici due membri originali del gruppo ancora in vita.

## Discografia

### Album in studio
| Anno | Album                              | Posizione massima in classifica | Posizione massima in classifica | Posizione massima in classifica |
| Anno | Album                              | USA                             | UK                              | AUS                             |
| ---- | ---------------------------------- | ------------------------------- | ------------------------------- | ------------------------------- |
| 1962 | Surfin' Safari                     | 32                              | —                               | —                               |
| 1963 | Surfin' USA                        | 2                               | 17                              | —                               |
| 1963 | Surfer Girl                        | 7                               | 13                              | —                               |
| 1963 | Little Deuce Coupe                 | 4                               | —                               | —                               |
| 1964 | Shut Down Volume 2                 | 13                              | —                               | —                               |
| 1964 | All Summer Long                    | 4                               | —                               | —                               |
| 1964 | The Beach Boys' Christmas Album    | 6                               | —                               | —                               |
| 1965 | The Beach Boys Today!              | 4                               | 6                               | —                               |
| 1965 | Summer Days (And Summer Nights!!)  | 2                               | 4                               | —                               |
| 1965 | Beach Boys' Party!                 | 6                               | 3                               | —                               |
| 1966 | Pet Sounds                         | 10                              | 2                               | —                               |
| 1967 | Smiley Smile                       | 41                              | 9                               | —                               |
| 1967 | Wild Honey                         | 24                              | 7                               | —                               |
| 1968 | Friends                            | 126                             | 13                              | —                               |
| 1969 | 20/20                              | 68                              | 3                               | —                               |
| 1970 | Sunflower                          | 151                             | 29                              | —                               |
| 1971 | Surf's Up                          | 29                              | 15                              | 32                              |
| 1972 | Carl and the Passions - "So Tough" | 50                              | 25                              | 42                              |
| 1973 | Holland                            | 36                              | 20                              | 37                              |
| 1976 | 15 Big Ones                        | 8                               | 31                              | 17                              |
| 1977 | Love You                           | 53                              | 28                              | 90                              |
| 1978 | M.I.U. Album                       | 151                             | —                               | 70                              |
| 1979 | L.A.                               | 100                             | 32                              | 70                              |
| 1980 | Keepin' the Summer Alive           | 75                              | 54                              | 64                              |
| 1985 | The Beach Boys                     | 52                              | 60                              | 67                              |
| 1989 | Still Cruisin'                     | 46                              | —                               | 24                              |
| 1992 | Summer in Paradise                 | —                               | —                               | 53                              |
| 1996 | Stars and Stripes Vol. 1           | 101                             | —                               | —                               |
| 2012 | That's Why God Made the Radio      | 3                               | 15                              | —                               |

## Stile musicale
Esponenti della scena surf californiana di cui sono considerati pionieri, i Beach Boys hanno proposto un repertorio pop e rock incentrato sulle armonie vocali, che il gruppo riprende liberamente dai Four Freshmen, e dai cantanti doo-wop.
Secondo le parole della Enciclopedia Britannica, i Beach Boys "hanno esaltato la fragile promessa di un sogno californiano per il quale i loro genitori hanno combattuto." A partire dalle pubblicazioni della seconda metà degli anni sessanta, il gruppo californiano ha tuttavia incupito il suo stile. La stessa enciclopedia considera i Beach Boys un gruppo rock mentre AllMusic li classifica esponenti del rock 'n' roll e del baroque pop.
Con i primi album e singoli proposero un repertorio di "canzoni fresche, accattivanti, ingenue, ispirate alle ragazze californiane e al mito del surf", a cui si sarebbero presto aggiunti brani dai testi incentrati sulle "corse automobilistiche e le auto truccate." Dopo Surfer Girl (1963) dal "sound" più sofisticato, e Summer Days (1965), dalle influenze rock, avrebbero pubblicato il loro album più noto: Pet Sounds (1966), che segna una rottura definitiva con le canzoni allegre del passato. Questo album, nato dall'esigenza del leader Brian Wilson di rivaleggiare con i Beatles che avevano appena pubblicato Rubber Soul (1965) e Revolver (1966), omaggia il muro del suono di Phil Spector e fonde le caratteristiche tendenze di musica surf a influenze orientali e psichedeliche. Con Pet Sounds il gruppo ha inoltre utilizzato per la prima volta lo studio di registrazione come "un nuovo strumento al fianco di violini, corni, sassofoni, oboe" adottando sonorità baroque pop e chamber pop. Nello stesso periodo avrebbero composto il materiale di Smile, album uscito solo nel 2011 che, oltre a confermare l'abbandono delle originarie sonorità "surf", ibrida psichedelia, rock progressivo, rock 'n' roll e sarebbe composto da canzoni che sono state definite "scatole cinesi di suoni, rumorini, cori (talvolta demenziali), sovrapposizione di sezioni ritmiche (...), uso di strumenti inusuali (...) il tutto assemblato con del nastro adesivo lisergico." Fra gli artisti che hanno ispirato i Beach Boys di Smile vi sono Van Dyke Parks, che avrebbe preso parte al progetto e Frank Zappa, di cui si sentono richiami del suo stile "collage". Nel seguente Wild Honey (1967), dalle sfumature soul e blue-eyed soul, il gruppo "sancisce il matrimonio tra le armonie vocali e il rhythm & blues" ritornando a uno stile semplice, 20/20 (1969) è un album transitorio con brani ispirati al country mentre Sunflower (1970) richiama il middle of the road. Carl and the Passions: So Tough (1972) si discosta molto dalle sonorità dei primi dischi con i suoi riferimenti AOR, mentre con il loro album omonimo (1985) avrebbero modernizzato la loro musica con arrangiamenti quali il sintetizzatore e la batteria elettronica.

## Popolarità e influenza
I Beach Boys sono considerati una delle band con più vendite in assoluto con più di 150 milioni di dischi venduti. Il gruppo, a seguito dell'enorme influenza apportata alla cultura statunitense, è stato oggetto di numerosi libri, scritti, saggi e ricerche.
Negli anni la band ha piazzato 36 singoli nella top 40 delle classifiche americane (stabilendo un record per una band statunitense), di questi singoli sono stati quattro quelli che hanno raggiunto la prima posizione. Nel Regno Unito, i Beach Boys hanno piazzato 28 brani nella top 40 delle classifiche inglesi, raggiungendo in due casi la prima posizione.
L'album di maggior successo del gruppo è la raccolta di successi Endless Summer del 1974, che vendette oltre tre milioni di copie nei soli Stati Uniti.
I Beach Boys sono stati fonte di ispirazione per numerosi artisti, tra i quali i Beatles, i Queen gli ABBA, Elton John, Eric Clapton, Simon & Gartfunkel, Billy Joel, Bruce Springsteen, David Bowie e molti altri.

## Formazione
I Beach Boys hanno subito vari cambi di formazione fin dalla nascita del gruppo.

### Membri ufficiali

#### Membri fondatori
I membri fondatori sono cinque:
- Brian Wilson   1961 - 2025 (pianoforte, basso, voce); non si esibiva più con il gruppo dal 2012.
- Dennis Wilson 1961 - 1983 (batteria, voce); si è sempre esibito con il gruppo fino alla sua morte avvenuta nel 1983.
- Carl Wilson 1961 - 1998 (chitarra, voce); si è sempre esibito con il gruppo fino alla sua morte avvenuta nel 1998.
- Mike Love  1961 - oggi  (voce, sassofono); è ancora membro ufficiale e continua ad esibirsi con il gruppo, è l'unico membro originale a farlo.
- Al Jardine 1961 - oggi (chitarra, voce); è ancora membro ufficiale ma non si esibisce più con il gruppo.

#### Altri membri ufficiali
A questi si sono aggiunti, negli anni, altri quattro membri considerati ufficiali:
- David Marks 1962–1963, 1997–1999, 2011–2012 (chitarra, voce); è diventato membro un anno dopo la fondazione del gruppo, vi è rimasto solo un anno ed è poi tornato in alcune occasioni.
- Bruce Johnston 1965–1972, 1978–oggi (tastiera, voce); è diventato membro nel 1965, per esibirsi al posto di Brian, che lottava con problemi personali. Dopo essere stato licenziato nel 1972 è tornato nel gruppo nel 1978, da allora si esibisce in live assieme a Mike Love.
- Blondie Chaplin 1972 - 1973 (chitarra, voce);  è entrato nel gruppo assieme a Ricky Fataar nel 1972, ha contribuito a diversi testi e musiche per poi abbandonare la band nel 1973
- Ricky Fataar 1972 - 1973 (batteria, voce); è entrato nel gruppo assieme a Blondie Chaplin nel 1972, ha contribuito a diversi testi e musiche per poi abbandonare la band nel 1973

### Membri attualmente in tournée (al 2024)
Già a partire dagli anni'90, il gruppo ha cominciato ad esibirsi con formazioni che comprendevano pochi membri ufficiali e diversi musicisti di supporto. Dopo la reunion del 2012, i Beach Boys in live hanno cominciato ad esibirsi con Mike Love e Bruce Johnston come unici membri ufficiali e altri musicisti come band di supporto:
- Mike Love (1961–oggi): voce solista / sassofono / theremin
- Bruce Johnston (1965–1972,1978–oggi e occasionalmente nel periodo 1973–1977): voce / tastiera / basso
- Tim Bonhomme (1995–oggi): tastiera / voce
- Christian Love (2006–2014 e 2018–oggi): voce/ chitarra
- Brian Eichenberger (2015–2017 e 2019–oggi): voce / chitarra / basso
- Randy Leago (2016–oggi):sassofono / flauto / armonica / percussioni
- Keith Hubacher (2018–oggi): basso / voce
- John Wedemeyer (2023–oggi): chitarra / voce
- Jon Bolton (2023–oggi): batteria / voce

### Ex collaboratori
- Glen Campbell - chitarra elettrica ed acustica, armonie vocali (1964-1965; morto nel 2017)
- James Guercio - basso (1973-1975)
- Ed Carter - basso (1975-1977)
- Ron Altbach - tastiera (1978-1979)
- Chris Farmer - basso elettrico (1996-2003)

## Parolieri e collaboratori musicali
Nel corso degli anni, oltre ai membri del gruppo, anche alcuni collaboratori esterni hanno aiutato i Beach Boys nella stesura dei testi dei brani; tra i principali si ricordano:
- Murray Wilson; padre dei tre fratelli Wilson, fu inizialmente manager e occasionale compositore del gruppo ma anche figura controversa nella band tanto che in seguito fu allontanato dai figli e dagli altri membri.
- Tony Asher; poeta britannico ricordato per essere l’autore di molti i testi del capolavoro del gruppo, Pet Sounds. Dopo questa collaborazione Tony non ha più lavorato con il gruppo.
- Van Dyke Parks; paroliere statunitense che scrisse i testi di Smile, album mai pubblicato nella sua versione originale ma uscito solamente nel 1967 (con il nome di Smiley Smile, una versione ridotta rispetto a quello che avrebbe dovuto essere) e poi nel 2012, grazie alla raccolta The Smile Session, un album che presenta i brani di Smile in maniera più completa rispetto a Smiley Smile e che presenta anche un'organizzazione filologica delle canzoni. Nel 2004 Brian Wilson incise la sua personale versione di Smile, dal nome Brian Wilson Presents Smile.
- Stephen Kalinich; poeta statunitense ricordato per sua collaborazione con la band tra la fine degli anni ‘60 e la prima metà degli anni ‘70. Fu autore di alcuni brani del gruppo presenti in vari album, tra i quali 20/20 e Friends. Al termine della collaborazione con i Beach Boys, Stephen ha continuato a scrivere testi per i singoli membri del gruppo, prendendo parte alla stesura di alcuni brani per gli album solisti di Brian Wilson e Dennis Wilson.

## Tematiche sociali
I Beach Boys, in oltre sessant’anni di carriera, hanno spesso affrontato tematiche politiche, religiose, spirituali e sociali nei loro brani o nel corso di interviste.

### Politica

I Beach Boys con Ronald Reagan

Nei primi anni ‘60, soprattutto durante i primi successi commerciali che trattavano argomenti come automobili, donne e surf, il gruppo è stato accostato all’ala più conservatrice della società statunitense. Nel tempo, soprattutto durante gli anni ‘60, il gruppo intraprese una forte crescita di consapevolezza sociale, soprattutto nel trattare temi come l’ecologia. Negli anni ‘80 il gruppo ha stretto un forte legame con Ronald Reagan.
I Beach Boys non hanno mai supportato apertamente alcuna campagna elettore di qualche candidato politico.
Nonostante questo nel 2022 Mike Love, con Bruce Johnston, si è esibito in un concerto in favore di Donald Trump alla CPAC (convention degli esponenti conservatori americani). Da questo evento hanno preso le distanze Brian Wilson e Al Jardine, affermando che loro non avevano nulla a che fare con l’evento.
Mike Love, assieme a Bruce Johnston, è ritenuto uno dei membri più conservatori del gruppo. Al Jardine, ed in generale tutto il gruppo, hanno invece un forte interesse legato all’ecologia, mentre Carl Wilson (noto obiettore di coscienza) e Dennis Wilson erano le due figure della band più legate al mondo pacifista, anche se nessuno sarà apertamente un membro della comunità hippy. Brian Wilson è invece sempre stato apolitico, rifiutandosi categoricamente di rispondere a domande di natura politica e ammettendo nel corso di un'intervista che: “La politica mi entra da un orecchio ed esce dall’altro, non so nemmeno il nome del nostro presidente”.
Diverse canzoni trattano argomenti di natura sociale, tra le quali Student Demonstration Time  (dall’’album Surf’s Up), un brano scritto da Mike Love che parla delle rivolte giovanili studentesche e A Day in the Life of a Tree (sempre dell’album Surf’s Up) che invece affronta alcune tematiche ambientali. Un altro brano che tratta tematiche sociali è The Trader, uno dei pezzi più sottovalutati di Carl Wilson il cui testo tratta chiaramente dell’invasione dei coloni europei e dei danni creati agli amerindi.

### Visione religiosa
I singoli membri del gruppo hanno spesso citato la religione e la spiritualità come fonti di ispirazione per i loro lavori. Spesso viene affermato che prima di registrare Pet Sounds, il loro capolavoro, i membri del gruppo si riunissero in sessioni di preghiera per cercare l’ispirazione.
Negli anni ’60 il gruppo entrò nel mondo della Meditazione Trascendentale grazie al guru indiano Maharishi. Alcuni di loro praticano tutt’oggi questo tipo di meditazione.
Brian una volta affermò: “Penso che la musica sia la voce di Dio” (in inglese: “I believe that music is God's voice”).
Carl Wilson era membro del Movement of Spiritual Inner Awareness, un’organizzazione religiosa nata negli Stati Uniti che combina tra loro elementi di Meditazione Trascendentale, cristianesimo e religioni orientali. Mike Love pratica Meditazione Trascendentale fin dagli anni ‘60 e, a questa pratica, lega alcuni elementi di religioni orientali come l’induismo (ad esempio è vegetariano). Brian si è definito religioso ma non appartenente ad una religione organizzata mentre Bruce Johnston è cattolico.
Numerose canzoni fanno riferimento alla spiritualità, in particolare un rifacimento del Padre Nostro e He Come Down (dall’album Carl and the Passion - “So Tough”).

## I Beach Boys nella cultura di massa
La band è da sempre un simbolo della cultura statunitense e, proprio per questo, è stata oggetto di citazioni, studi, scritti, film biografici e documentari.
Nel 2014 è uscito quello che è considerato il miglior prodotto cinematografico sui Beach Boys, Love & Mercy. Oltre a numerose proposte televisive drammatiche sulla storia della band (come quella del 2000 "The Beach Boys: An American Band") sono stati realizzati anche diversi documentari sul gruppo ed in particolare sulla figura di Brian Wilson (tra i quali "Brian Wilson: I Just Wasn't Made for These Times" e Brian Wilson: Long Promised Road).
Molti sono stati gli scrittori che, negli anni, hanno basato la loro carriera sul raccontare la storia del gruppo, tra questi è da ricordare uno dei massimi esperti della band (oltreché il biografo ufficiale) David Leaf.
Alla grande quantità di scritti di saggistica riguardo ai Beach Boys, viene anche affiancata una serie di autobiografie dei singoli membri tra le quali spiccano quella di Mike Love (Good Vibrations: My Life as a Beach Boy) e quelle di Brian Wilson (Wouldn't It Be Nice: My Own Story e I Am Brian Wilson).
Nel maggio del 2024 è uscito un ennesimo documentario sulla band dal titolo "The Beach Boys"; la pellicola è stata prodotta e distribuita dalla Disney.

## Controversie
La prima causa legale a cui i Beach Boys andarono incontro fu quella intentata da Chuck Berry, il quale accusò Brian Wilson di avere plagiato la struttura della sua Sweet Little Sixteen per il brano Surfin' USA del 1963. Wilson riconobbe in seguito solo parte dei crediti compositivi a Berry, dal momento che, sebbene l'influenza fosse evidente, i due brani presentavano differenze.
Il guru psicoterapeuta Eugene Landy aveva salvato Brian da una dipendenza che lo avrebbe portato a morte certa; successivamente Landy divenne estremamente protettivo nei confronti di Wilson, e alla fine degli anni ottanta la band lo trascinò in tribunale per separarlo da Brian.
Ci fu poi la causa che Brian intentò al tribunale per ottenere i diritti delle sue canzoni, che aveva ceduto a suo padre nel 1969. Perse la causa, ma ottenne 25 milioni di dollari per le royalty non pagate nel corso degli anni. Dopo questa sconfitta, nel 1989, Mike scoprì che Murry Wilson non gli aveva accreditato i diritti di composizione per molte canzoni, come California Girls, I Get Around, Help Me, Rhonda, I Know There's an Answer. Brian e Mike non erano in grado di decidere assieme se il contributo di Mike fosse stato significativo, quindi Mike denunciò Brian, ottenendo 13 milioni di dollari nel 1994.
Nel 1995, Love fece di nuovo causa a Brian perché riteneva scorretto il fatto che, per promuovere il disco solista di Brian, fosse stata acclusa al CD anche Good Vibrations. Secondo i legali di Brian, Mike stava facendo pressione affinché Brian acconsentisse a lasciargli usare il proficuo nome dei Beach Boys per il suo tour con Bruce Johnston. Nel 2007 il tribunale respinse tutte le richieste di Mike, condannandolo a pagare la difesa del convenuto.

## I Beach Boys e l'Italia
La musica dei Beach Boys, a differenza di altri paesi occidentali come i Paesi Bassi e il Regno Unito, non ha mai riscosso un grande seguito in Italia, tranne che per i brani più famosi. In Italia, i brani dei Beach Boys sono spesso utilizzati per le colonne sonore degli spot pubblicitari. Il gruppo si è esibito cinque volte nel Belpaese:
- Milano 8 novembre 2003 - al Filaforum di Assago
- Milano il 9 novembre 2003 - al Filaforum di Assago
- Roma il 26 luglio 2012 - all'Ippodromo delle Capannelle
- Milano il 27 luglio 2012 - all'Arena Civica Gianni Brera
- Perugia 15 luglio 2017  - concerto solista di Brian Wilson all'Umbria Jazz Festival (con supporto musicale, tra gli altri, dei Beach Boy Al Jardine e Blondie Chaplin)

## Riconoscimenti

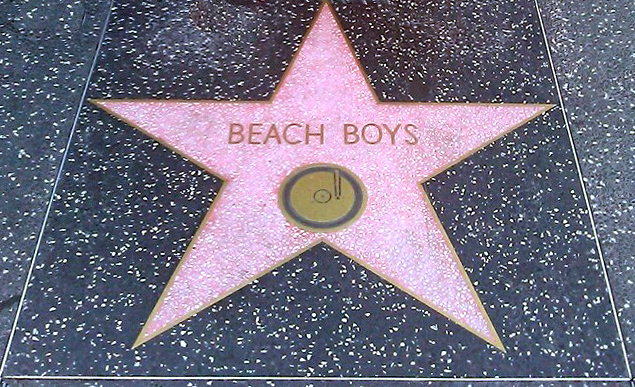
Beach Boys Walk of Fame.

- Il 30 dicembre 1980 sono stati onorati con una cerimonia e l'assegnazione di una stella nel viale della Hollywood Walk of Fame.
- Nel 1988 premiati e introdotti da Elton John, i Beach Boys sono stati uno dei primi gruppi musicali a far parte della prestigiosa Rock and Roll Hall of Fame, nello stesso anno di Beatles, Bob Dylan, Drifters e Supremes.
- Nel 1998, anno della sua fondazione, sono stati introdotti nella Vocal Group Hall of Fame.
- Nel 2001 il gruppo ha ricevuto il Premio Grammy alla carriera (Lifetime Achievement Award).
- Nel 2006 Brian Wilson è stato introdotto nella UK Rock and Roll Hall of Fame.
- Nel 2004, la rivista Rolling Stone ha stilato con tanto di motivazioni la classifica dei 100 Migliori Artisti più importanti di tutti i tempi (100 Greatest Artists of All Time) posizionando i Beach Boys al 12º posto.
- I loro nomi sono inclusi nel Young Hollywood Hall of Fame.[61]